# Luchsfell

Kanadischer Luchs
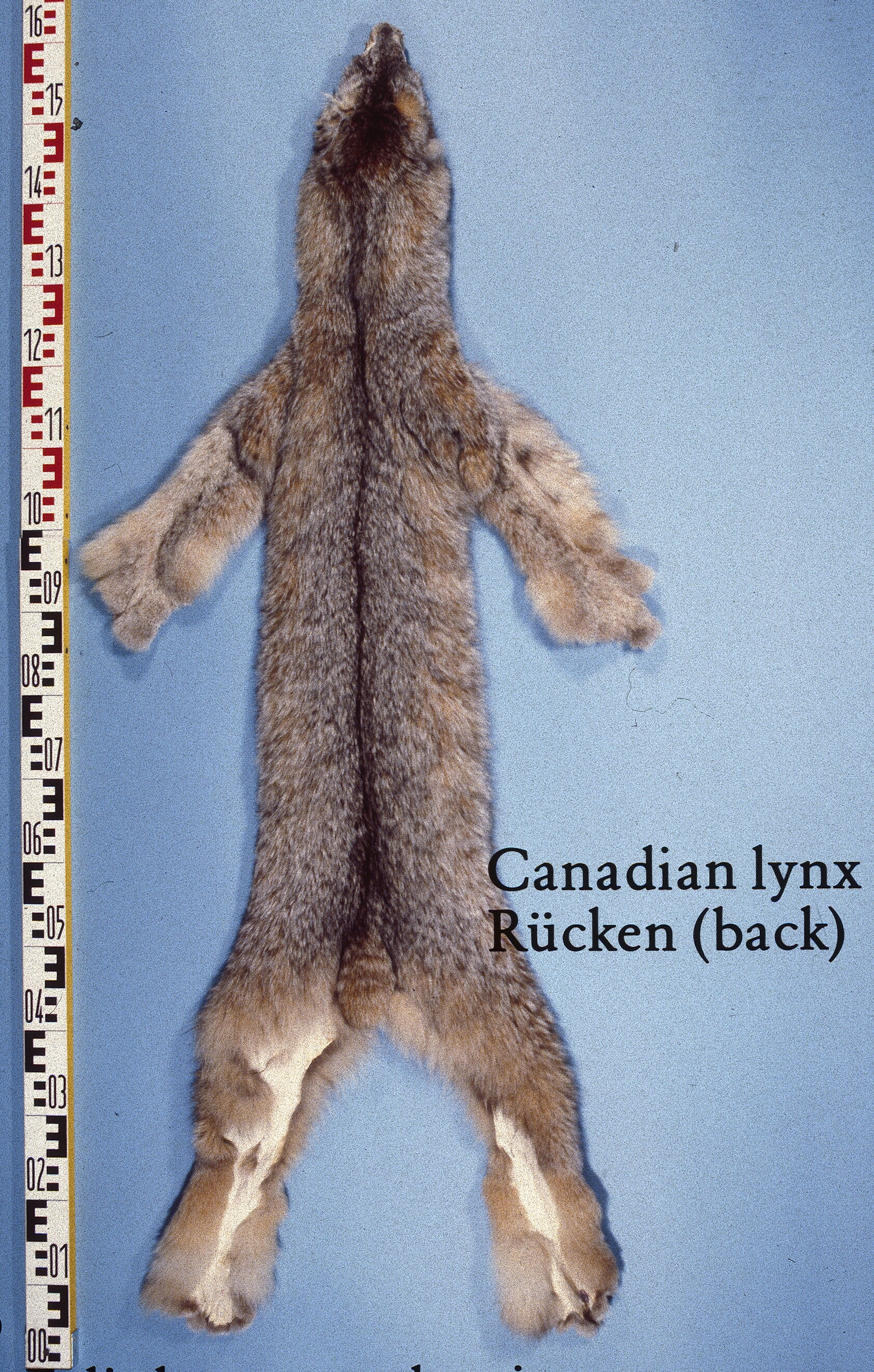
Das Rückenfell
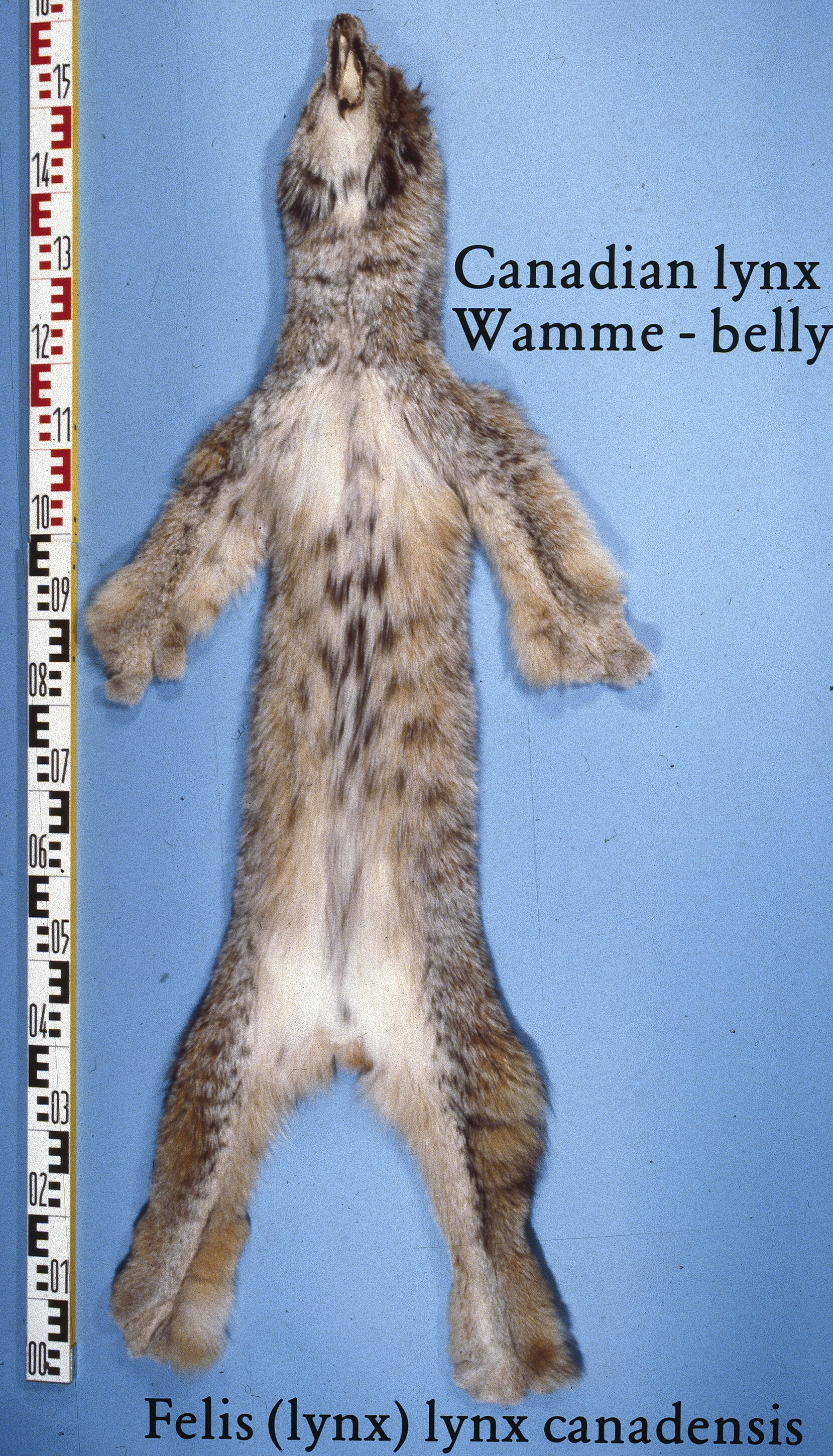
Die Bauchseite mit Wamme

Luchsfelle werden meist nicht unter dem Artnamen gehandelt, sondern nur als Luchse, je nach Herkunft kanadische, nordamerikanische, russische oder mongolische Luchse sowie Luchskatzen bzw. Bobcats (Rotluchse). Die wirtschaftliche Bedeutung der Felle für den Pelzhandel ist je nach Herkommen und damit Aussehen sehr unterschiedlich, die Felle der als am schönsten empfundenen Luchsarten rechnen seit jeher zu den wertvollsten Pelzarten. Die Flecken- und Streifenzeichnung variiert auch innerhalb der Populationen stark. Luchse gehören zu den wenigen Pelzen, bei denen das Bauchfell als wertvoller erachtet wird als das des Rückens. Kennzeichnend für das weichhaarige Luchsfell sind außerdem die langen Beine mit beeindruckend großen Pranken, der Stummelschwanz und die auffälligen, bis zu vier Zentimeter langen Haarpinsel über den großen Ohren sowie der, besonders bei den amerikanischen Arten, ausgeprägte Backenbart. Die Vorderbeine sind kürzer als die Hinterbeine, je nach Art unterschiedlich stark.
Die meisten Luchsarten unterliegen den Handelsbeschränkungen des Washingtoner Artenschutzübereinkommens Absatz II.

## Allgemein
Luchsfelle gelangen, wie viele andere Fellarten auch, rund abgezogen in den Handel, das heißt, das Fell wird nicht der Länge nach auf der Bauchseite aufgeschnitten. Beim Luchs kommt dem eine besondere Bedeutung zu, da dabei das wertvolle Bauchfell, die langhaarige helle Wamme, nicht beschädigt wird. In der Moderne wurde kurzzeitig bis etwa 1930 jedoch nur der Luchsrücken verwendet, dem derzeit kaum noch ein Wert beigemessen wird. Auf Gemälden aus dem Spätmittelalter und danach ist erkennbar, dass man zu der Zeit wie auch heute, die Wamme als attraktiver und damit vermutlich auch als wertvoller ansah, da sie von den Kürschnern bei Besätzen und Verbrämungen entsprechend auffällig an den Kanten platziert wurde. Der heute ganz besonders hohe Preis einzelner Luchs- oder Luchskatzenpelze rührt daher, dass nur oder fast nur die Wamme in möglichst klarer Farbe (weiß mit dunklen Tupfen) verwendet wird, die zudem noch deutlich schmaler ist als der mit Rücken bezeichnete Fellteil, der auch die Tierseiten mit umfasst. Meist wird für Großkonfektion (Mäntel und Jacken) Rücken und Wamme getrennt verarbeitet, wobei, je nach Preislage und unterschiedlichem modischen Anspruch, an der Wamme mehr oder weniger vom dunkleren Rücken verbleibt.

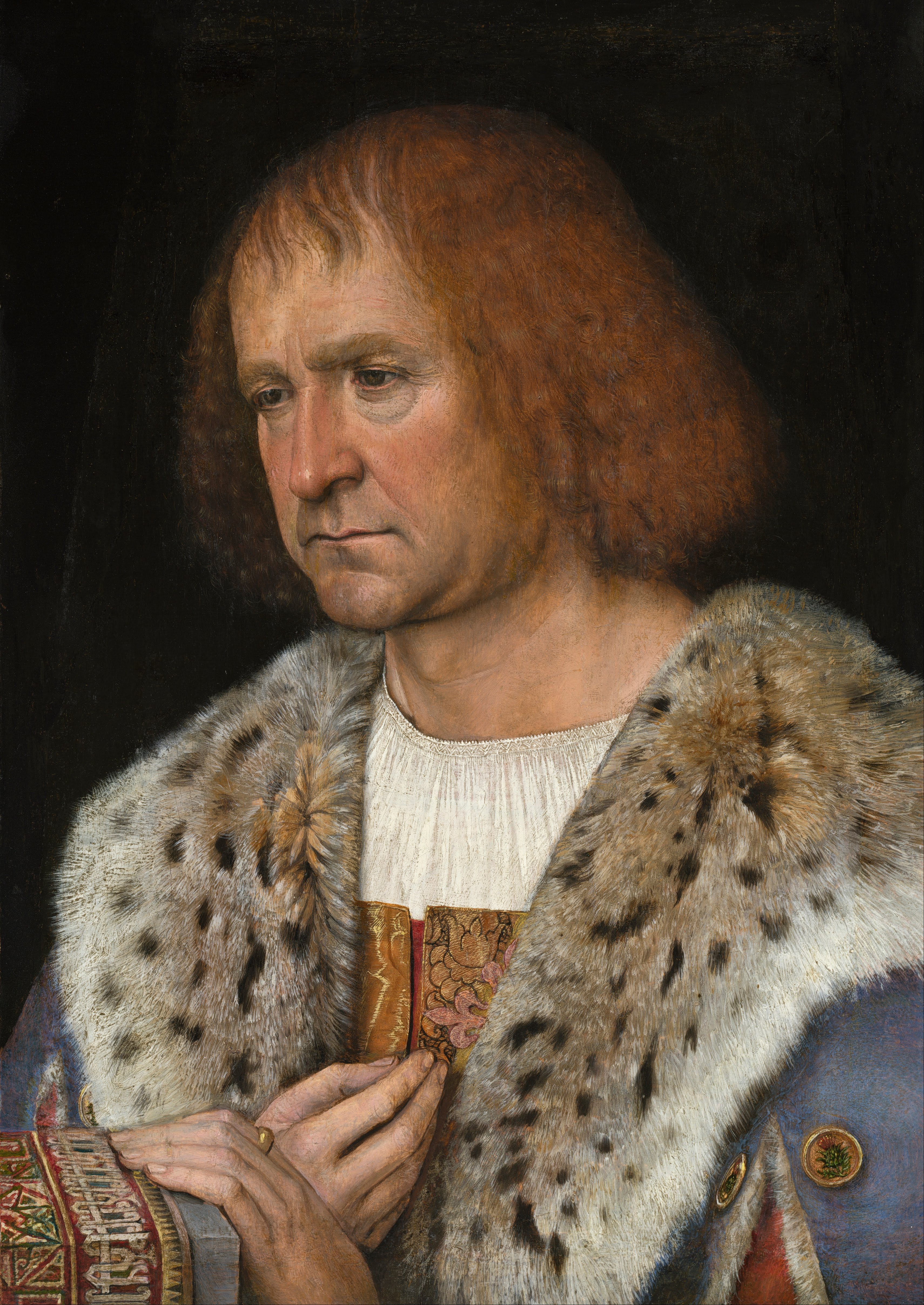
Herr mit Luchsbesatz (Michel Sittow, ca. 1515–1518)
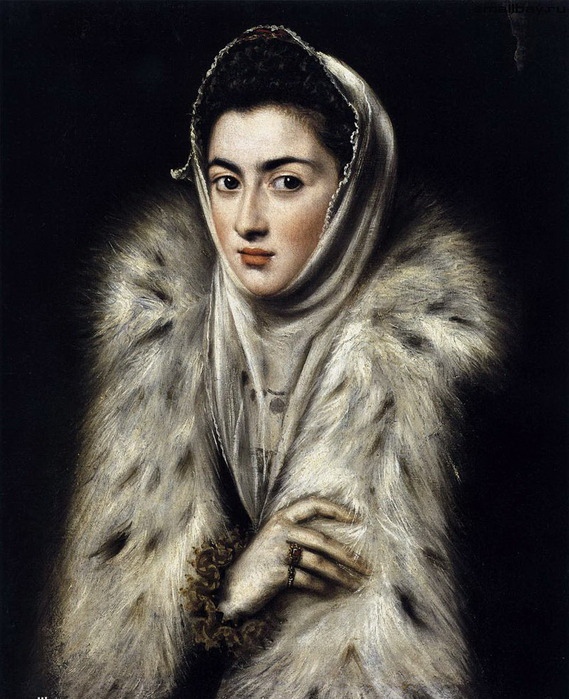
Dame mit Luchswammen-Besatz (El Greco, späte 1570er Jahre)
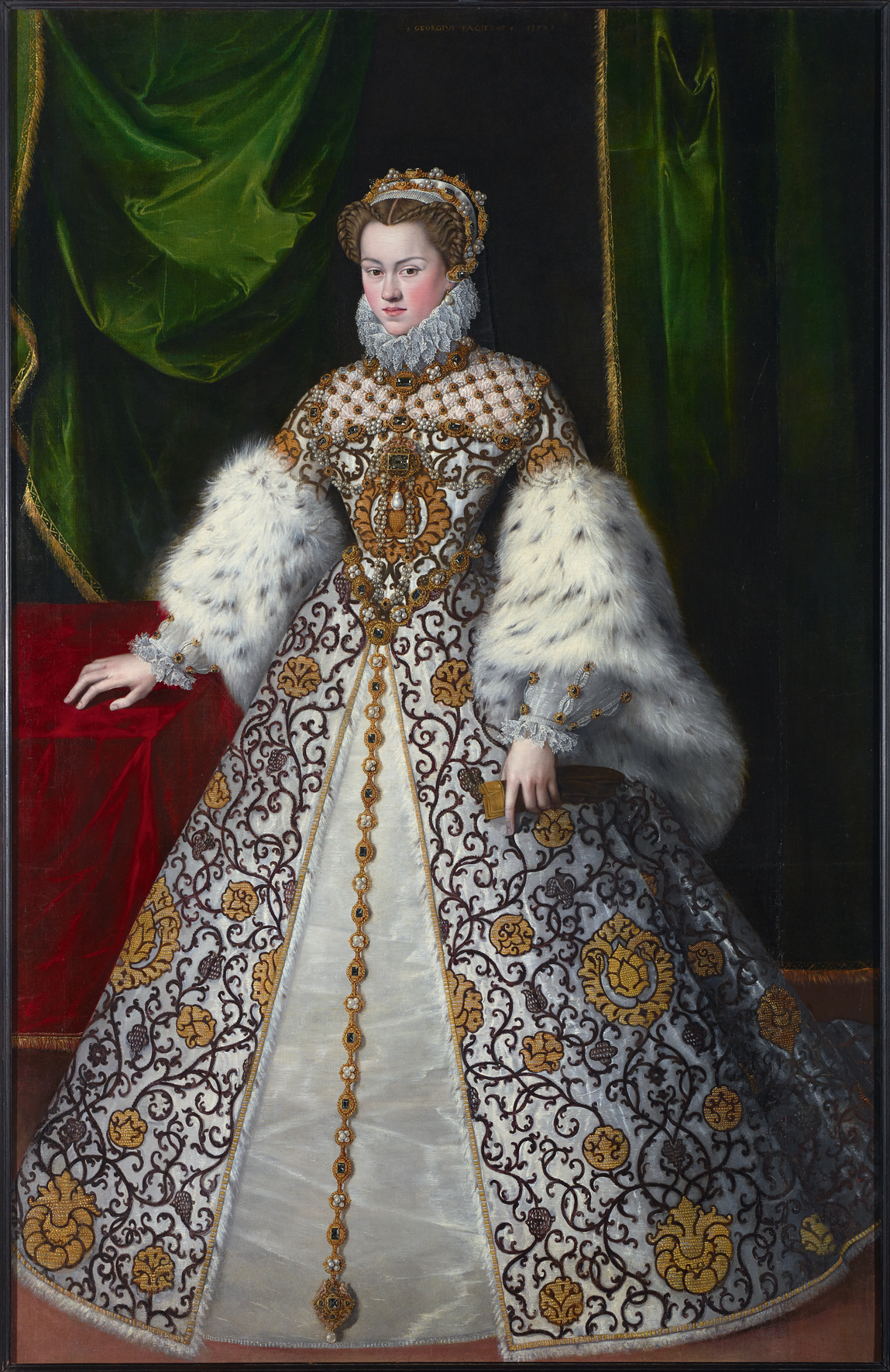
Elisabeth von Österreich mit überweiten Luchswammen-Ärmeln (1573)
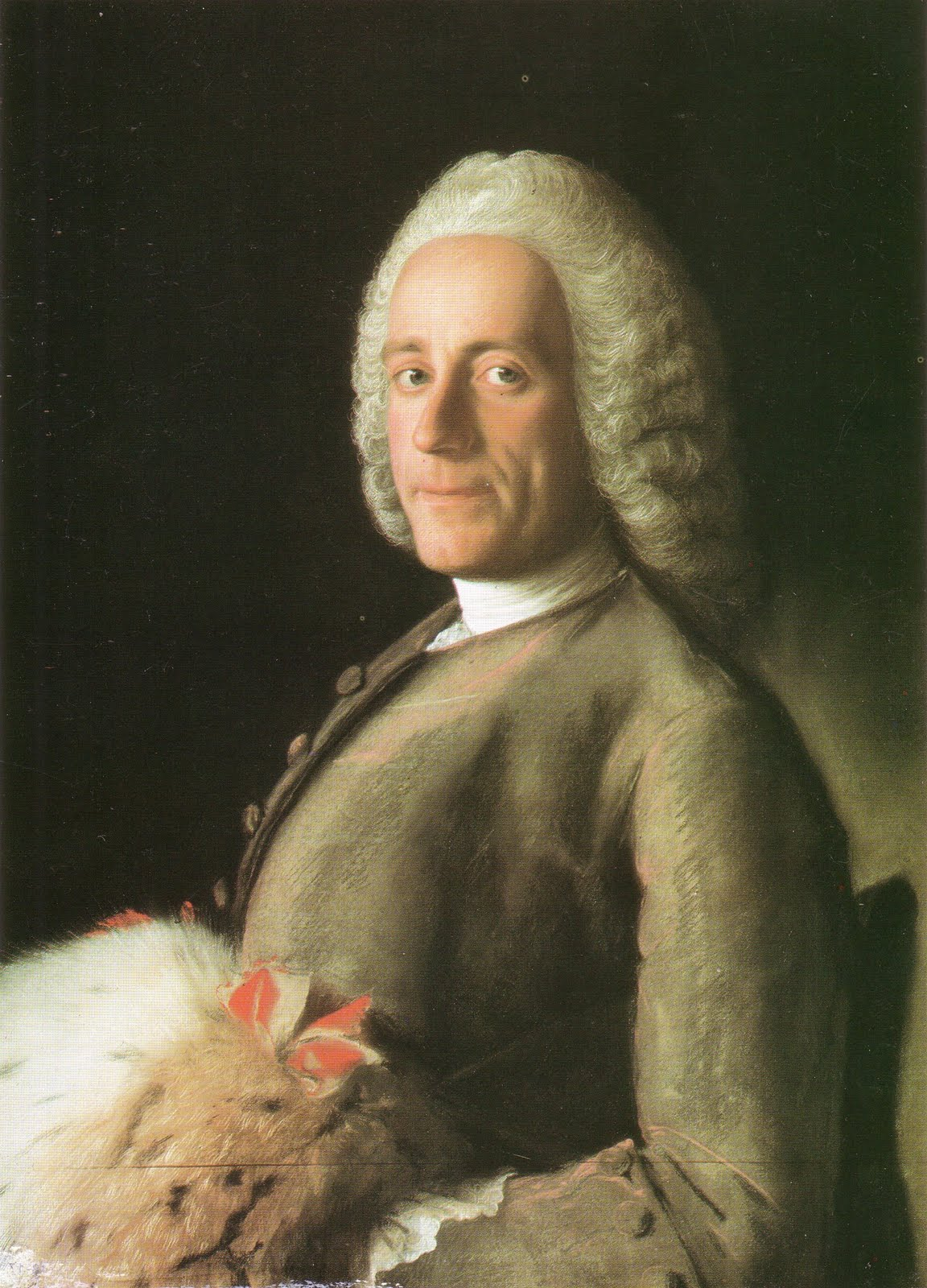
Luchs-Herrenmuff (etwa 1758)
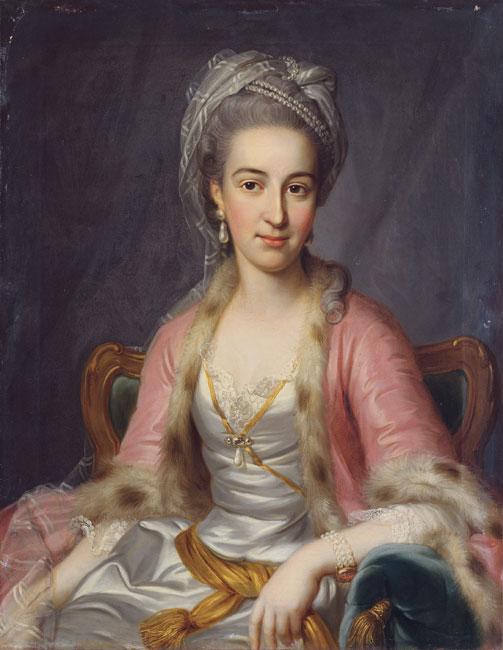
Luchswammen-verbrämter Hausmantel, (Emanuel Handmann, ca. 1775)

## Gemeiner Luchs oder Nordluchs

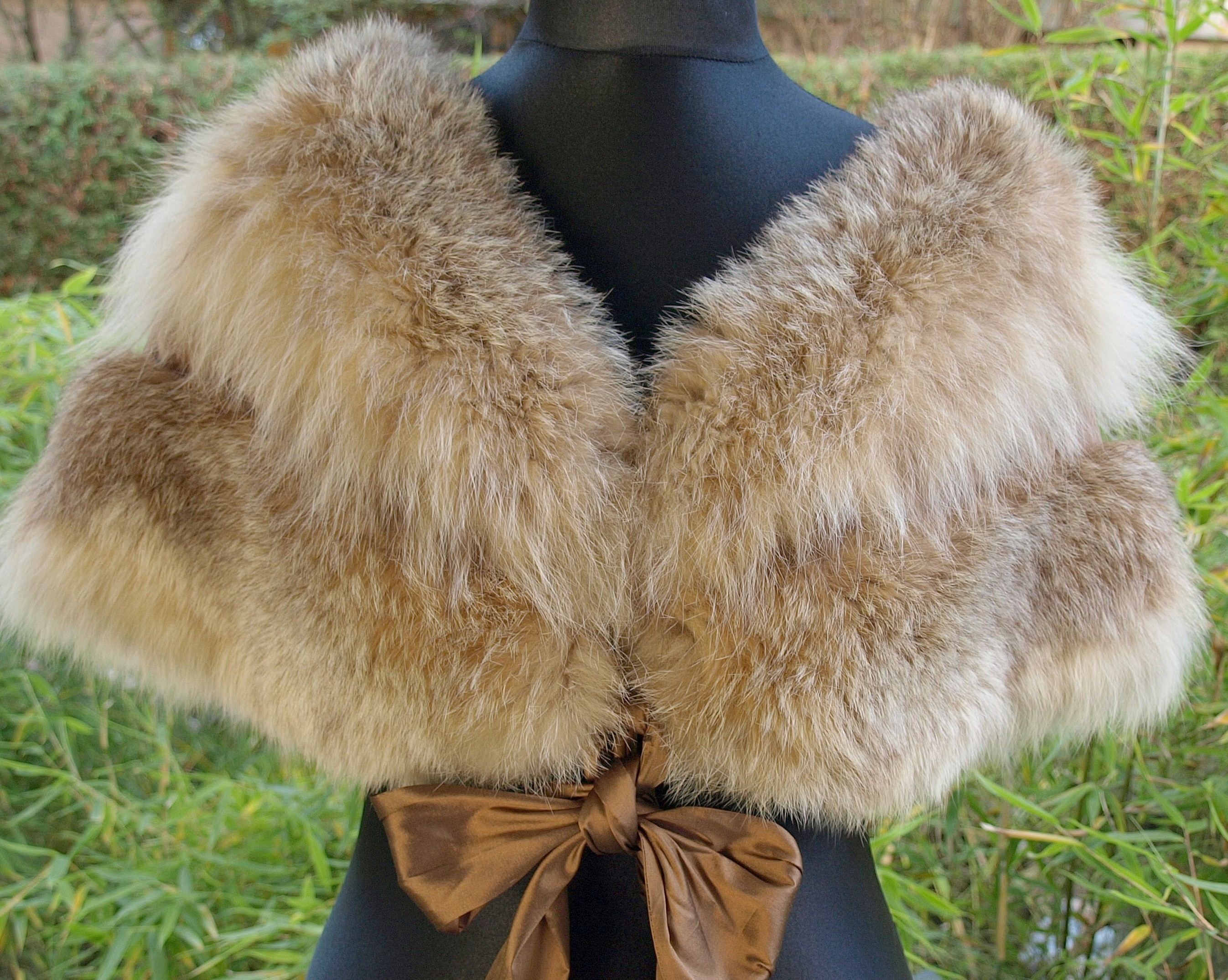
Kleines Luchscape (2010)
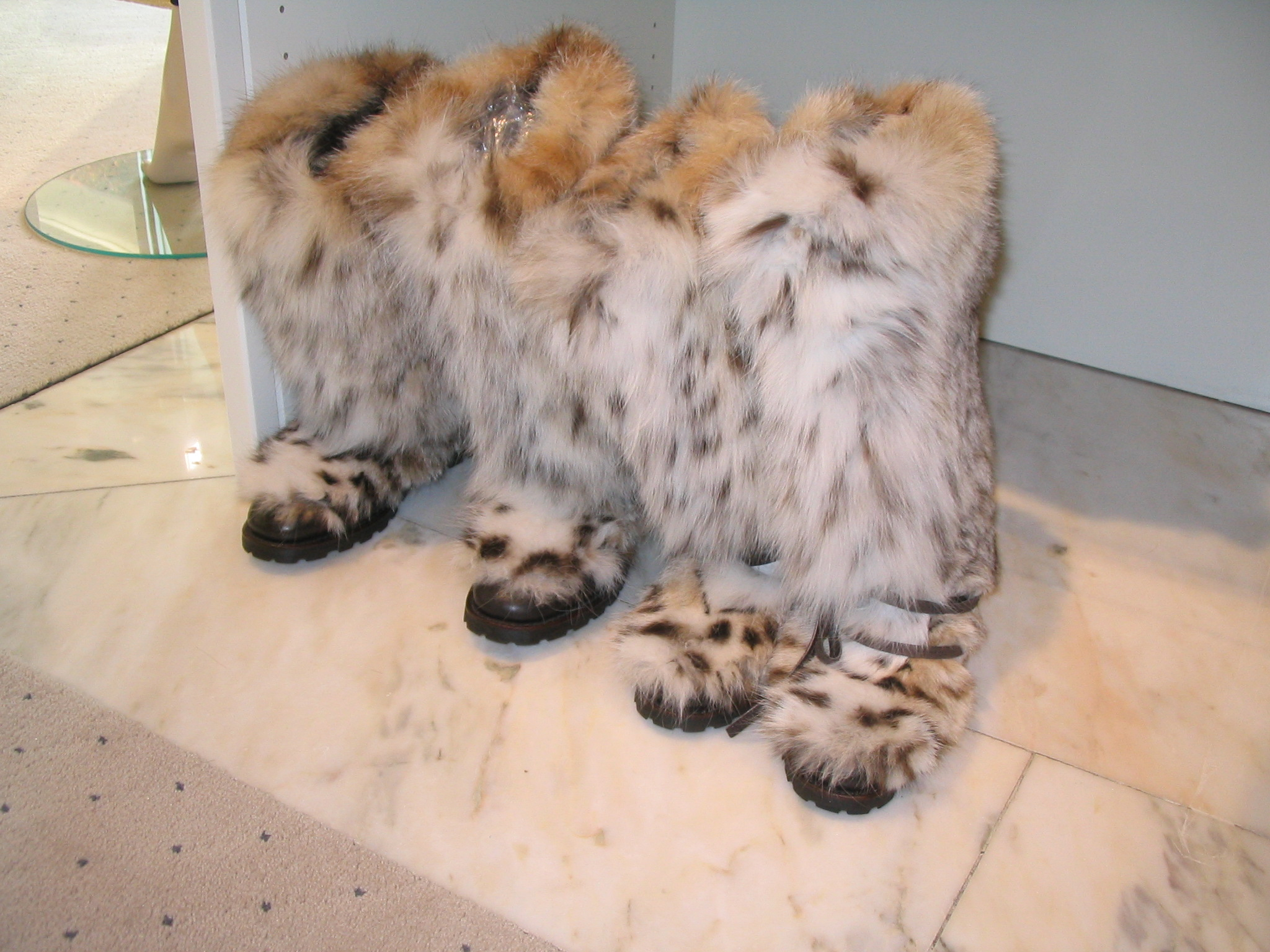
Luchsstiefel, bei einem Kürschner auf der Düsseldorfer Königsallee (2010)

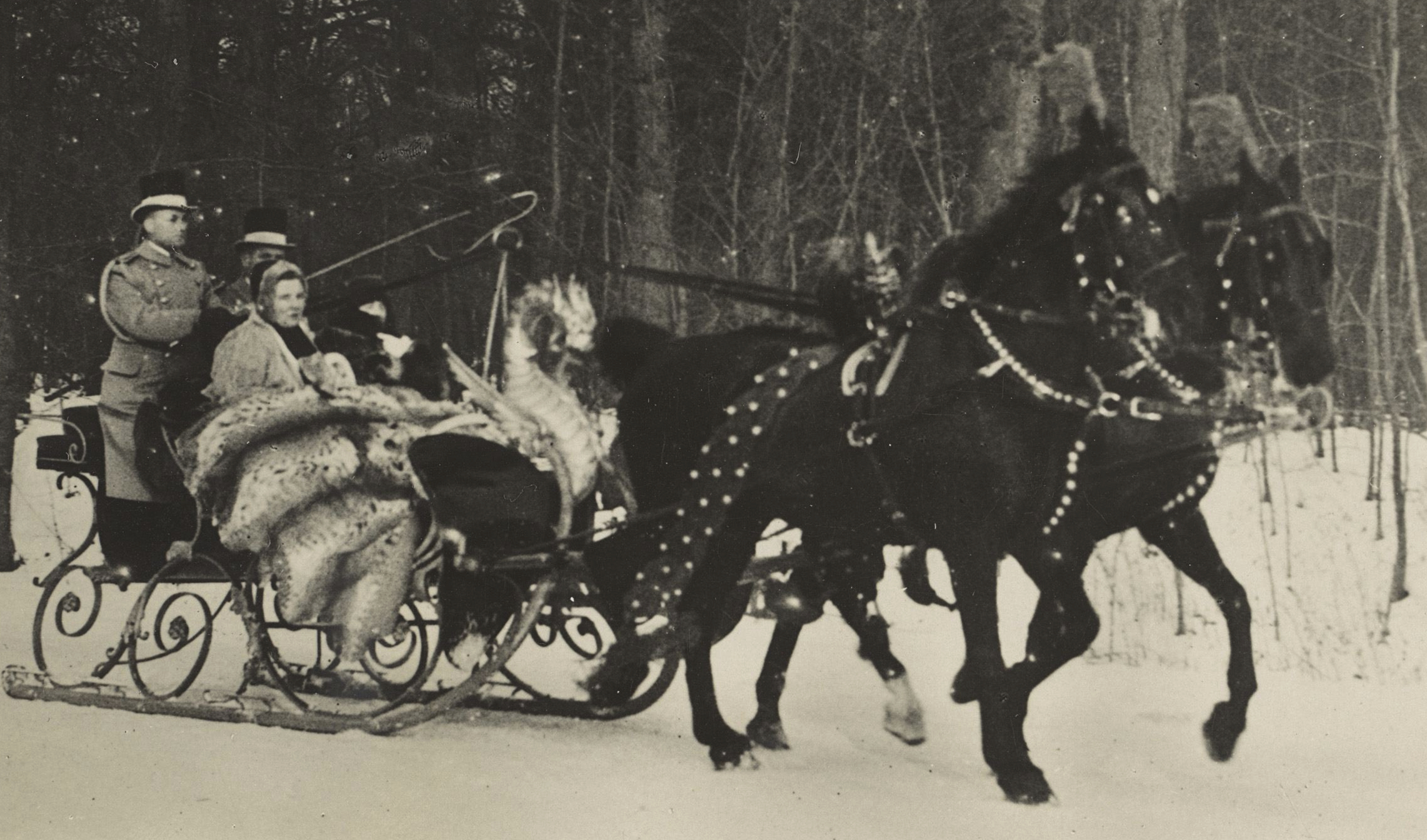
Königin Wilhelmina der Niederlande mit einer Schlittendecke aus Luchsfell (1940)

Das Fell des Gemeinen Luchses ist etwa 1,00 bis 1,30 m lang, der Schwanz etwa 15 bis 24 cm. Die Färbung variiert entsprechend dem großen unterschiedlichen Vorkommen, die Grundfarbe ist meist ein weißlich durchsetztes rötlich grau. Die rot- und graubraune Tüpfelzeichnung wechselt stark. Die Fellseiten, die Innenseite der Beine und der Vorderhals sind weiß. Vom Schwanz ist fast die hintere Hälfte schwarz, nach der Wurzel zu mit schwarzen Binden. Die Grannenhaare sind häufiger weißgrau oder ganz dunkel, schwarz gespitzt. Die Sommerfelle sind rötlicher, die Winterfelle grauweißlicher. Neben stark gefleckten kommen auch an Rücken und Seiten fast ungemusterte Luchse vor.
Das Oberhaar ist mittellang, seidig bis grob und relativ dicht. Das Unterhaar ist ausgesprochen wellig. Auf einem Quadratzentimeter Rückenfläche stehen beim mittelrussischen Luchs etwa 9000, am Bauch etwa 4600 Haare. Auf ein Grannenhaar entfallen 12 bis 13 Wollhaare. Die Unterwolle ist weich und dicht, die Wamme ist langhaariger und weniger dicht, der Schweif ist gleichmäßig dicht behaart. Die Deckhaare auf dem Rücken sind 31 bis 51 Millimeter lang, am Bauch 50 bis 70 Millimeter, die Wollhaare entsprechend 31 beziehungsweise 41 Millimeter. Die Ohrpinsel werden von bis zu 4 Zentimeter langen Haaren gebildet. Zweimal jährlich findet ein deutlicher Haarwechsel statt, etwa zwischen April und September und Oktober bis November.
Der Haltbarkeitskoeffizient für alle Luchs- sowie Luchskatzenarten wurde anhand allgemeiner Erfahrung mit 50 bis 60 Prozent angegeben. Eine amerikanische Studie ordnete das Luchsfell anhand von mikroskopischen Haaruntersuchungen bei 25 Prozent ein.
Bei einer Einteilung der Pelztiere in die Feinheitsklassen seidig, fein, mittelfein, gröber und hart wird das Haar des kanadischen Luchses als seidig eingestuft, das des europäischen und des asiatischen Luchses als fein.
Felle aus dem nördlichen Europa sind rauch, vor allem in der Wamme. Sie sind rötlich grau und haben schwarze, teilweise leicht braune Tupfen. In Skandinavien werden die gefleckten „Katzenluchse“, die fast ungemusterten „Wolfsluchse“ genannt.
Aus dem europäischen Russland, dem Ural, dem Kaukasus und dem südwestlichen Sibirien kommen ebenfalls rötlich graue Felle mit sehr langhaariger, weißer Wamme und schwarz getupftem Rücken. Die Felle aus dem nördlichen Sibirien sind sehr dichthaarig, der Rücken ist hellgrau bis gelblich, tiefdunkelbraun getupft. Die Wamme ist sehr hell, schwarz getupft. Aus anderen sibirischen Gebieten kommen sehr kleine rötlich weiße Felle mit starker rötlicher Fleckung, das Sommerfell hat fast keine Zeichnung.
- Der russische Standard unterscheidet:[2]

Nach Herkommen: Sibirier, Nördliche, Kaukasische
Nach Größen: Große, mittelgroße, kleine, unterteilt in leicht beschädigte, stark beschädigte und Brackware.
Die Felle aus Turkestan, Zentralasien, der Mongolei und China sind sehr klein, meist rötlich, mit mehr oder weniger deutlichen Flecken.
Der rötliche europäische Luchs wurde zumindest im 19. Jahrhundert von den Kürschnern auch Kalbluchs genannt.
Die Felle werden in Beutelform angeliefert, durch einen Querschnitt zwischen den Hinterbeinen geöffnet, meist mit dem Haar nach außen.
Der Anfall an Luchsfellen ist nicht bedeutend. 1987 wurden von der russischen Pelzhandelsgesellschaft Sojuzpushnina 2500 Felle angeboten.
Die Art als Ganzes gilt nach der IUCN als nur gering gefährdet. Der eurasische Luchs steht jedoch in Anhang A der EG-Verordnung. Das bedeutet, dass er seit dem 1. Juni 1997 einem EU-weiten Handelsverbot unterliegt, obwohl er nach dem internationalen Artenschutzrecht nach wie vor im Anhang II des Washingtoner Artenschutzübereinkommens gelistet ist (regulierte Nutzung).

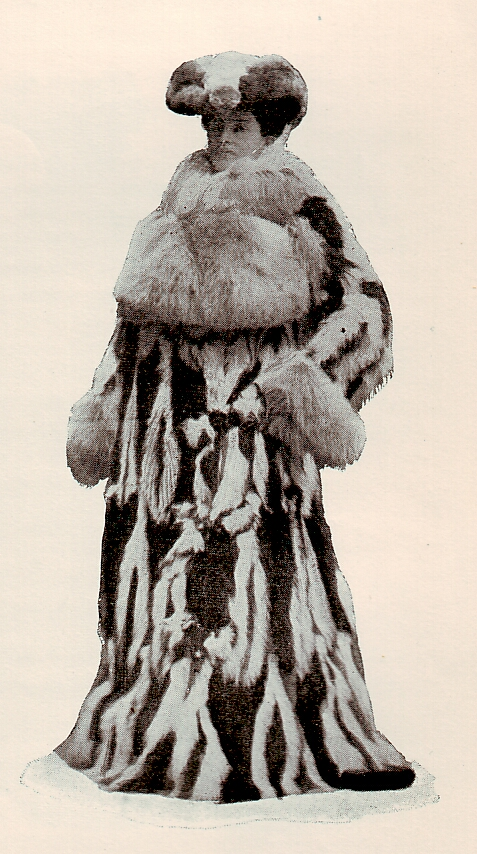
Luchsbesatz auf Skunksmantel (1900)
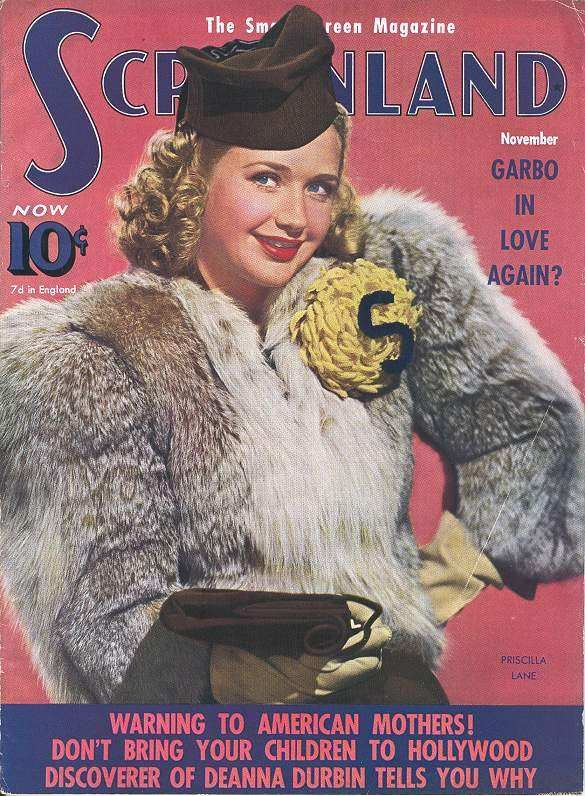
Luchsjäckchen (1939)
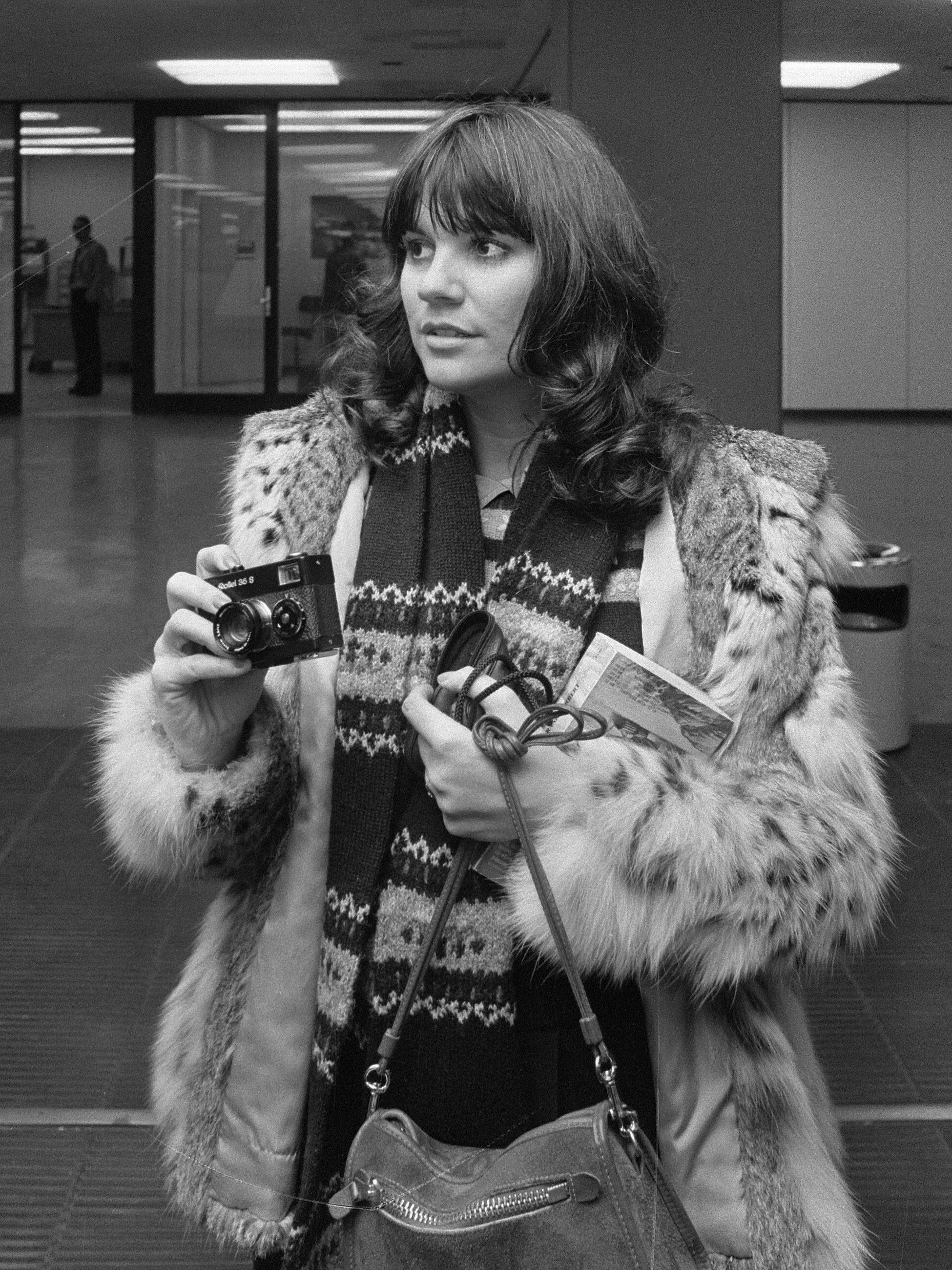
Sängerin Linda Ronstadt mit Luchswammenjacke (1976)
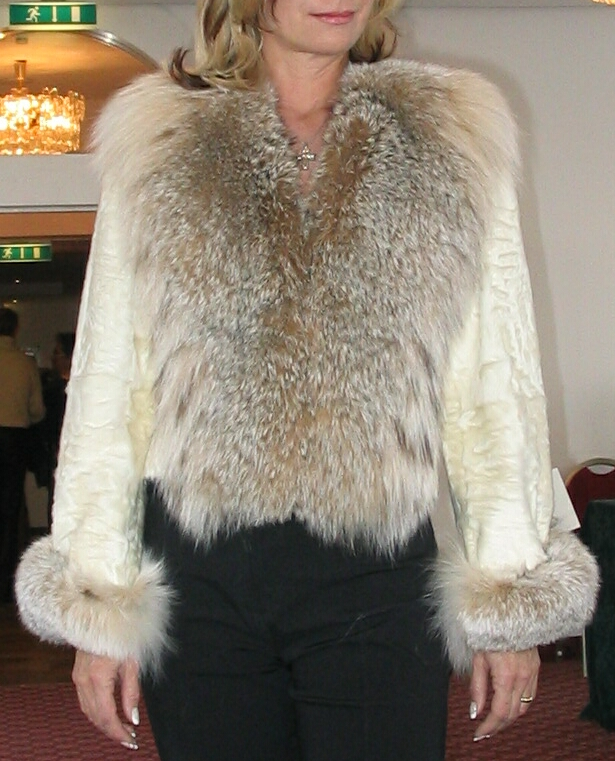
Kanadischer Luchsbesatz auf Seidenlammjäckchen (2005)
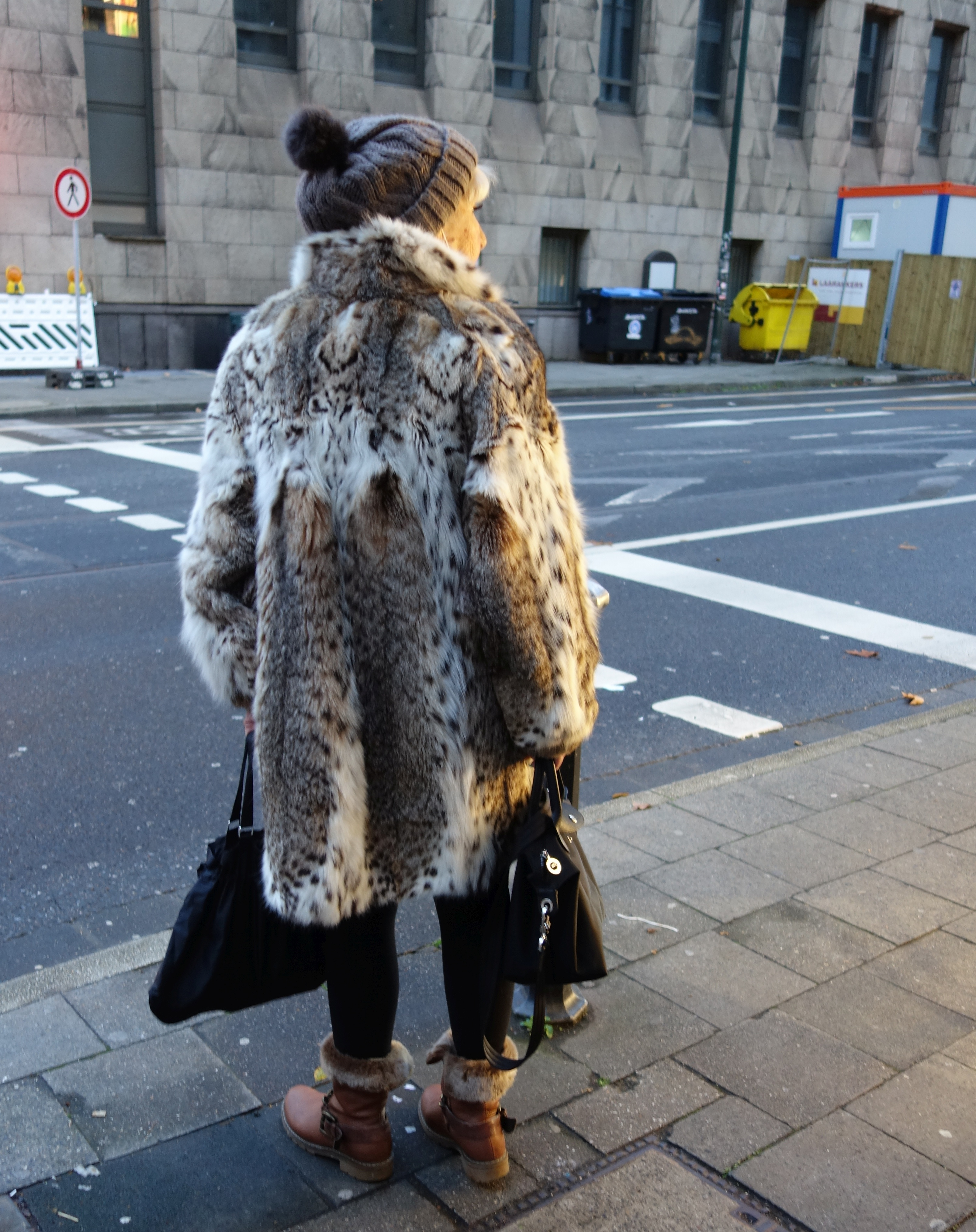
Luchs-Kurzmantel (2021)

## Polarluchs
Der Polarluchs oder Kanadische Luchs lebt vor allem im borealen Nordamerika. Das Verbreitungsgebiet reicht südlich bis zu den großen Seen und Pennsylvanien, westwärts bis in die Rocky Mountains und nach Oregon. Am häufigsten ist er im York Fort District (etwa Alberta, Saskatchewan, Manitoba).
| Auktionssortimente der kanadischen Herkommen        | Auktionssortimente der kanadischen Herkommen                           | Auktionssortimente der kanadischen Herkommen                           |
| (YF, EB, MR, LS, NW, AL, Canadian)                  | (YF, EB, MR, LS, NW, AL, Canadian)                                     | (YF, EB, MR, LS, NW, AL, Canadian)                                     |
| --------------------------------------------------- | ---------------------------------------------------------------------- | ---------------------------------------------------------------------- |
| Größen:                                             | exlarge                                                                | über 100 cm                                                            |
|                                                     | large                                                                  | 90 bis 100 cm                                                          |
|                                                     | medium                                                                 | 80 bis 90 cm                                                           |
|                                                     | small                                                                  | unter 80 cm                                                            |
| Sorten:                                             | I, I & No. 2, II, III, IV, lowgrades, damaged, badly, damaged, stained | I, I & No. 2, II, III, IV, lowgrades, damaged, badly, damaged, stained |
| Farben:                                             | silvery, silver clear, clear                                           | silvery, silver clear, clear                                           |
| Sortiment der Hudson’s Bay und Annings Ltd., London |                                                                        |                                                                        |
| Herkommen:                                          | Canadian, USA                                                          | Canadian, USA                                                          |
| Größen:                                             | exlarge, large, medium, small                                          | exlarge, large, medium, small                                          |
| Sorten:                                             | I, I & II, III, damaged, specimen                                      | I, I & II, III, damaged, specimen                                      |
| Russischer Standard (Stand 1951)                    |                                                                        |                                                                        |
| Sibirier, Nördliche, Kaukasische                    |                                                                        |                                                                        |
| Größen:                                             | groß, mittelgroß, klein                                                | groß, mittelgroß, klein                                                |
| Qualitäten:                                         | 1. Sorte vollhaarig                                                    | 1. Sorte vollhaarig                                                    |
|                                                     | 2. Sorte weniger vollhaarig                                            |                                                                        |
|                                                     | 3. Sorte halbhaarig                                                    |                                                                        |
|                                                     | 4. Sorte dünn                                                          |                                                                        |

Sein Fell ist 90 bis 115 Zentimeter lang, der Schwanz 13 Zentimeter. Die Grundfärbung ist rötlich braun oder silbergrau mit schwach hervortretenden schwärzlich braunen Flecken an den Seiten und den Außenseiten der Läufe. Die fast fleckenlose Wamme ist schmutzigweiß bis dunkelgrau. Der Schwanz ist an der Oberseite rötlich bis gelblich weiß gebändert mit schwarzer Spitze, die Unterseite ist gleichmäßig leuchtend gelb.
Die Behaarung des Rückens ist dicht und seidenweich und etwa 3 Zentimeter lang. Das weiche Wammenhaar hat dagegen eine Länge von fast 10 Zentimeter. Der Polarluchs hat das eindrucksvollste Fell der Luchsfamilie und es wird deshalb meist am höchsten bewertet. Die feinsten Qualitäten sind Alaska und York Fort (YF) (Silberluchs). Aus Alaska, den Hudson-Bay-Territorien, Maine und dem nördlichen Minnesota kommen große, sehr seidige und dichte, silberweiße Felle. Québec, Ontario, Nova Scotia und Labrador liefern kleine, seidige bis sehr seidige, meist blaugraue Felle. Manitoba, Saskatchewan und Alberta sind größer aber gröber im Haar, hellgrau, die aus British Columbia (Coast) noch größer, grob im Haar, dunkelgrau mit dunkler Unterwolle.
Der nordamerikanische Anfall an Luchsfellen betrug 1987 etwa 25.000 Felle, davon etwa 6000 aus Kanada.
Auffallend für den Handel ist der periodisch stark wechselnde Fellanfall. In drei aufeinanderfolgenden Jahren ist das Angebot gering. In den folgenden Jahren bis zum siebenten Jahr stehen doppelt so viele Felle als im vorangegangenen Jahr zur Verfügung. Im achten Jahr bleibt die Zahl konstant. In den folgenden drei Jahren beträgt das Angebot jährlich die Hälfte der Vorjahresmenge. Die Ursache dieser Schwankungen hängt mit dem Massenwechsel des Polarhase (White Hare) zusammen. Brechen unter ihrem Hauptwild Seuchen aus, so werfen die hungernden Luchsweibchen in dieser Zeit nicht.
Die Rohfellanlieferung erfolgt in Beutelform, meist mit dem Haar nach außen, bei einigen kanadischen Sorten mit dem Leder nach außen.

## Bobcat, Luchskatze oder Rotluchs

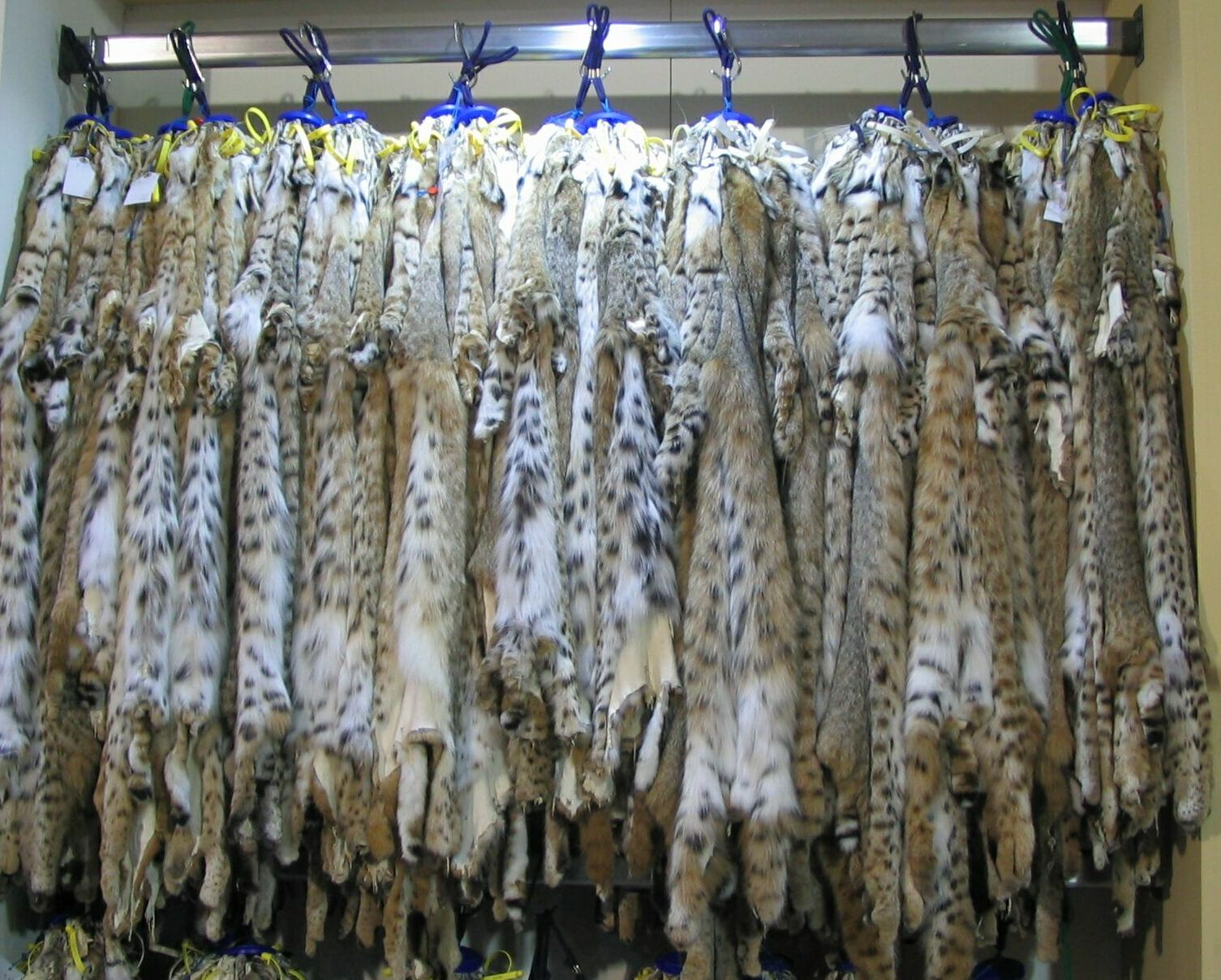
Kanadische Luchskatzenfelle

Die Größe des Rotluchses nimmt nach Süden zu erheblich ab, der in den Vereinigten Staaten (südlichstes Kanada bis gelegentlich Mexiko) lebende Rotluchs ist kleiner als der Nordluchs Kanadas. Das Fell ist 65 bis 95 Zentimeter lang, der Schwanz 13 bis 19 Zentimeter, männliche Tiere sind größer als weibliche. Die größten Felle sind so groß wie ein kleiner Luchs, das kleinste kaum größer als ein Wildkatzenfell. Die Fellbezeichnung im Handel ist meist Luchskatze oder Bobcat, auch wenn es Luchs„katzen“ im zoologischen System nicht gibt.
Im Handel hatte sich für die geringeren Sorten die Bezeichnung Bobcat, für die bessere Luchskatze, durchgesetzt. Da die Definition der sogenannten warenehrlichen Bezeichnung anhand der Farbe schwierig war, beschloss eine Expertenkommission 1984: „Der Rotluchs kann ebenfalls im Handel unter der alten zoologischen Bezeichnung „Bobcat“ angeboten werden; als Luchskatze jedoch nur, wenn die Haarlänge in der Mitte des Kreuzes – gemessen zwischen Grotzen und Wamme – zwei Zentimeter oder mehr beträgt“. In einer anderen Fachpublikation heißt es: „Die Experten einigten sich darauf, dass die Bezeichnung „Bobcat“ in Deutschland nicht mehr zu verwenden ist. Der Rotluchs (lynx rufus), der bisher aus den nördlichen Gebieten als „Luchskatze“ und aus südlichen Gebieten als „Bobcat“ angeboten wird, soll ab sofort – gleich welcher Provenienz – entweder unter der zoologischen Bezeichnung „Rotluchs“ oder unter der Handelsbezeichnung „Luchskatze“ gehandelt werden“.
Der Grundfarbton ist rot oder rötlich braun, variiert aber je nach Herkommen erheblich. Auch die Flecken unterscheiden sich stark, bei Fellen aus Texas sind sie sehr deutlich, bei den Berg-Rotluchsen sind sie weniger stark abgesetzt. Der Bauch ist mehr oder weniger weißlich. Der Schwanz hat nur an der Wurzel die Körperfarbe und ist ansonsten hauptsächlich schwarz, meist mit weißer Spitze. Die Behaarung ist wie beim Luchs, jedoch kurzhaariger, teils flach. Die Haardichte und Haarlänge variiert nach dem Herkommen.
Im Fellhandel werden folgende Herkommen unterschieden: Der Bay-Rotluchs aus den östlichen Staaten der USA von Maine bis Süd-Georgien und westlich bis Nord-Dakota; der Florida-Rotluchs in Florida nördlich bis Georgia, westlich bis Louisiana; der Texas-Rotluchs im östlichen und südlichen Texas; der Kalifornien-Rotluchs in Kalifornien westlich der Wüstengebiete; der Wüsten-Rotluchs in den Wüsten des östlichen Kaliforniens bis Süd-Arizona und der Berg-Rotluchs in den Bergen von Wyoming, Colorado, Utah und Neu-Mexiko.

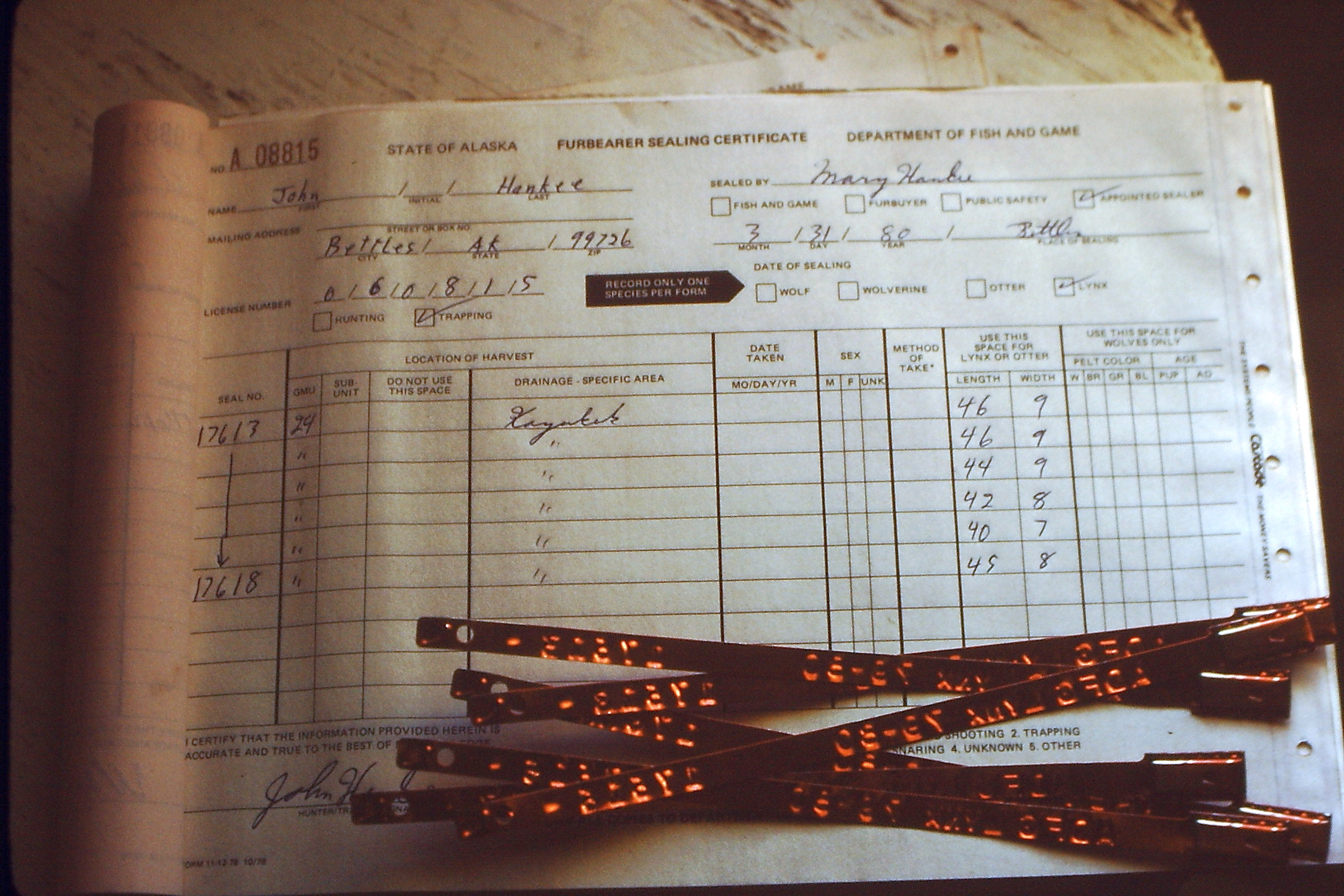
Über den kontrollierten Fang muss der kanadische Trapper Buch führen und die Felle zum späteren Herkunftsnachweis einzeln plombieren (um 1982)

- Nach Herkommen:[2]

Östliche USA (Maine, Süd-Georgia bis Nord-Dakota): Fell bräunlich bis fahlgrau, braun gefleckt mit schwarzen oder schwarzbraunen Linien, Unterseite weißlich, am Hals bräunlich verschwommen.
Florida (nördlich bis Georgia, westlich bis Louisiana): Dunkler als östliche Nordamerikaner. Oberseite mit kräftiger Beimischung von schwarz und ohne rotbraune Färbung.
Texas: Kräftiger in Farbe als Stücke aus dem östlichen Nordamerika, markant gefleckt. Oberseite satt braungelbrot ohne jedes Schwarz längs der Rückenseite, dicht gefleckte Wamme.
Kalifornien: Brauner und weniger gefleckt als Texas. Rötlichbraun, oben kräftig grau und schwärzlich verwaschen, am dunkelsten längs der Rückenzone. Flanken und Gliedmaßen stark gelbbraun; breiter rostfarbengrauer Halsring, schwarz gefleckt.
Ostkalifornien (bis Arizona): Oberseite fahl gelblichbraun, grau und schwarz gesprenkelt, braun bis schwärzlich gefleckt und gestreift. Weiße Bauchseite. Schwanz mit ungefähr sieben schwarzen Querbinden.
Wyoming, Colorado, Utah und Neu-Mexiko: Größte Art. Relativ langer Schwanz, mit zwei schwarzen Bändern auf der Oberseite und schwarzer Spitze. Körperoberseite braun, grau und schwarz gemischt, ohne scharf abgesetzte Zeichnung. Wamme weiß, schwarz gefleckt, Kehle fahl gelblichbraun.
- Qualitäten:[2]

I = Felle frei von bläulichen Zonen mit vollem, dichtem Winterhaar.
II = Weniger dicht. Auf dem Kopf entweder ein bläulicher Fleck, ein Zeichen, dass das Tier zu früh gepelzt wurde, oder eine stark rote Zone, ein Zeichen zu später Pelzung. Bei genauer Prüfung findet sich eine kahle Stelle auf dem Kopf.
III = Haarende Felle.
IV = Wertlose, stark haarende Felle.
1988 fielen etwa 80.000 Felle an, davon höchstens 2000 aus Kanada.
Während die mexikanische Population in Anhang I des Washingtoner Artenschutzübereinkommens geführt wird, stehen alle übrigen Populationen in Anhang II.
- Für den Streifenluchs sind in den jeweiligen Gebieten auch Bezeichnungen üblich, wie Bailey  Bobcat, Plateau Bobcat, Barred Bobcat oder Pallid Barred Bobcat. Die Felle werden oft zusammen mit den Rotluchsfellen als Bobcat gehandelt. Sie ähneln dem Rotluchs, Oberhaar und Unterhaar sind seidig, aber langhaariger als beim Rotluchs und auch die Ohrpinsel sind länger. Die Kopfrumpflänge beträgt 80 bis 92 Zentimeter, der Schweif misst 14 bis 18,5 Zentimeter. Der Rücken ist mehr oder weniger braun (rot bis grau) und ungefleckt. Das Sommerfell ist rötlicher, das Winterfell grauer, die Flanken sind leicht gefleckt. Die Wamme ist weiß mit schwarzen Flecken, die Schwanzspitze schwarz. Die Verbreitung erstreckt sich in den Nordweststaaten der USA über Washington, Wyoming, Kalifornien, Nevada, Utah, Colorado, Arizona, Neumexiko, Texas, Oklahoma sowie Kanada im südwestlichen Bereich von British Columbia.[2]

Herkommen:
Die Felle aus Süd-Kalifornien, Arizona, Neumexiko, Süd-Colorado, Oklahoma und Texas sind groß. Die Farbe ist zartgrau und lederbraun. Das Sommerfell ist manchmal kräftig rot, das Winterfell grauer. Der Schwanz weist ein schwärzliches und ein fahlbraunes Band seitlich der schwarzen Spitze.
Felle aus Nordwest-Kalifornien, Oregon, Washington und British Columbia sind kleiner und blasser als aus dem vorhergehenden Herkommen. Sie sind sehr farbig. Die Oberseite ist kastanien- bis rostbraun, die Rückenpartie außerdem schwärzlich gesprenkelt. Die Beine sind dunkelbraun und schwärzlich gestreift. Die Flanken sind fahler als der Hinterrücken. Die Wamme ist weiß mit deutlichen schwarzen Flecken. Kanadische Herkommen haben ein besonders dichtes Haar.
Nordost-Kalifornien, Nevada, Utah, West und Colorado liefern noch kleinere und blassere Sorten als die vorhergehenden Provenienzen. Die Allgemeinfarbe ist weißlichgrau.
Die Anlieferung erfolgt meist in Beutelform, mit dem Haar nach außen.
Über den Fellanfall war 1988 nichts bekannt. Der Schutzstatus entspricht dem der Luchskatze.

## Pardelluchs

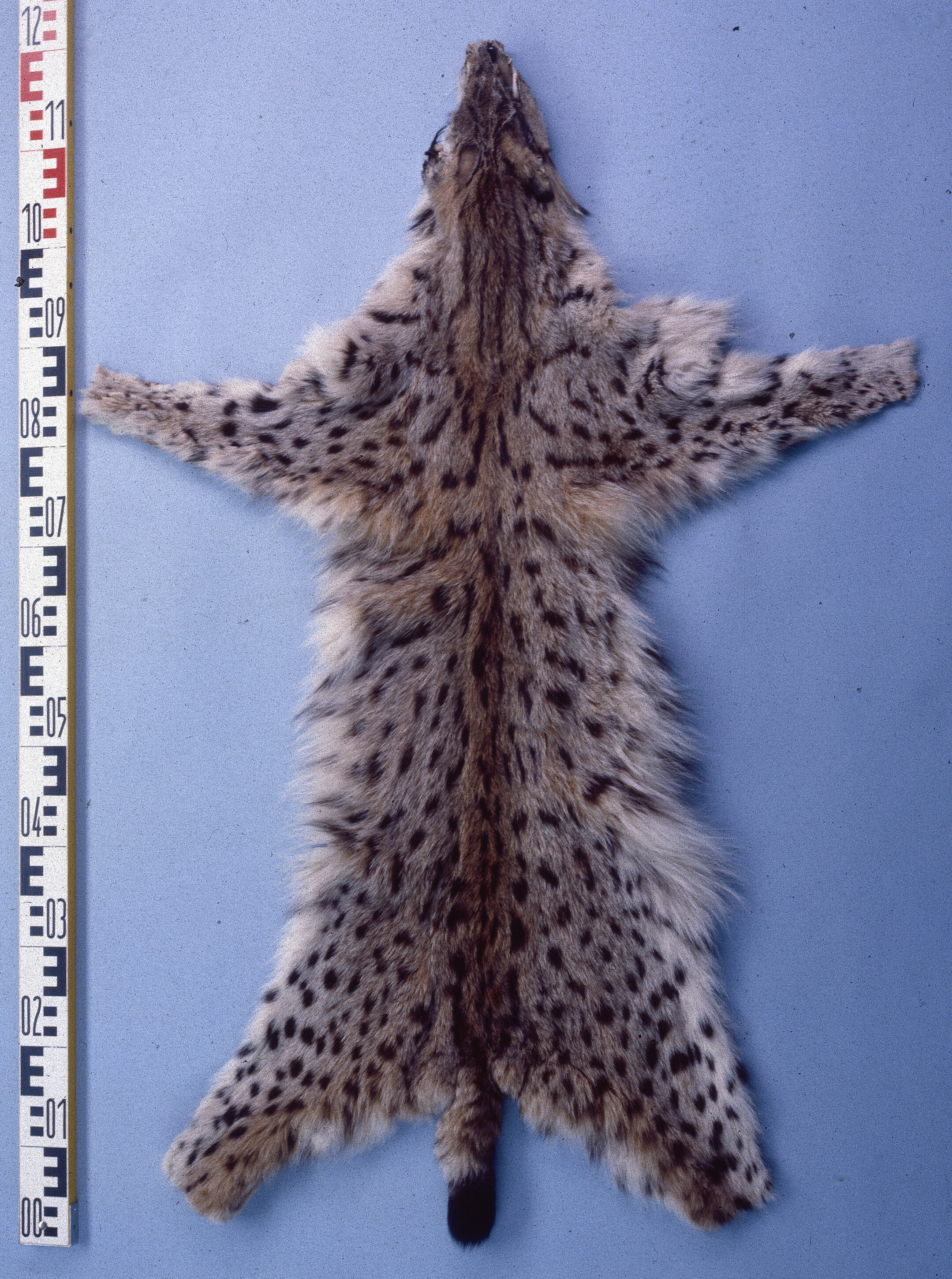
Pardelluchsfell

Der auf der Pyrenäen-Halbinsel bis nach Kleinasien, etwa bis zum Kaukasus, lebende Pardelluchs ist in fast allen Ländern geschützt. 1973 und 1974 wurde die Jagd auf Pardelluchse in Spanien und Portugal untersagt, inzwischen scheint sich die Art wieder leicht zu erholen. Der Fellanfall wurde 1988 als außerordentlich gering bezeichnet. 1925 hieß es: „In Spanien wird das Fell der erlegten Luchse, der ‚Lobo verval‘, meist lokal verbraucht, besonders von Stierfechtern, und Kutschern, Pferdeknechten, zur Verzierung der Kleider“; an anderer Stelle wurden auch die Zigeuner bei gleicher Verwendung erwähnt.
Die Kopfrumpflänge beträgt etwa 85 Zentimeter, der Schwanz ist etwa 15 Zentimeter lang. Das Fell ist rötlich rehbraun gefärbt mit schwarzen Streifen- und Fleckenreihen, ähnlich dem Serval. Die Fleckenreihen befinden sich vor allem am seitlichen und hinteren Körper, die längs des Rückens verlaufenden Flecken sind teilweise länglich und ordnen sich zum Teil zu Binden, während die seitlichen rundlich und die auf den Schenkeln, Schultern und den Beinen befindlichen klein und vollständig rund sind. Auf den Vorderbeinen sind es nur noch kleine Flecken.  Die Wamme ist einfarbig gelblichweiß, seitlich fahlgelb. An der Schwanzwurzel befinden sich kleine Tüpfelflecken, in den letzten zwei Dritteln drei bis vier Halbbinden, die wie die Schwanzspitze schwarz sind. Die Behaarung ist kürzer und härter als die der nordischen Luchse und im Winter viel weniger wollig. Der Backenbart ist mit 5 bis 8 Zentimetern Länge ausgeprägter als beim Eurasischen Luchs.

## Wüstenluchs oder Caracal (Karakal)

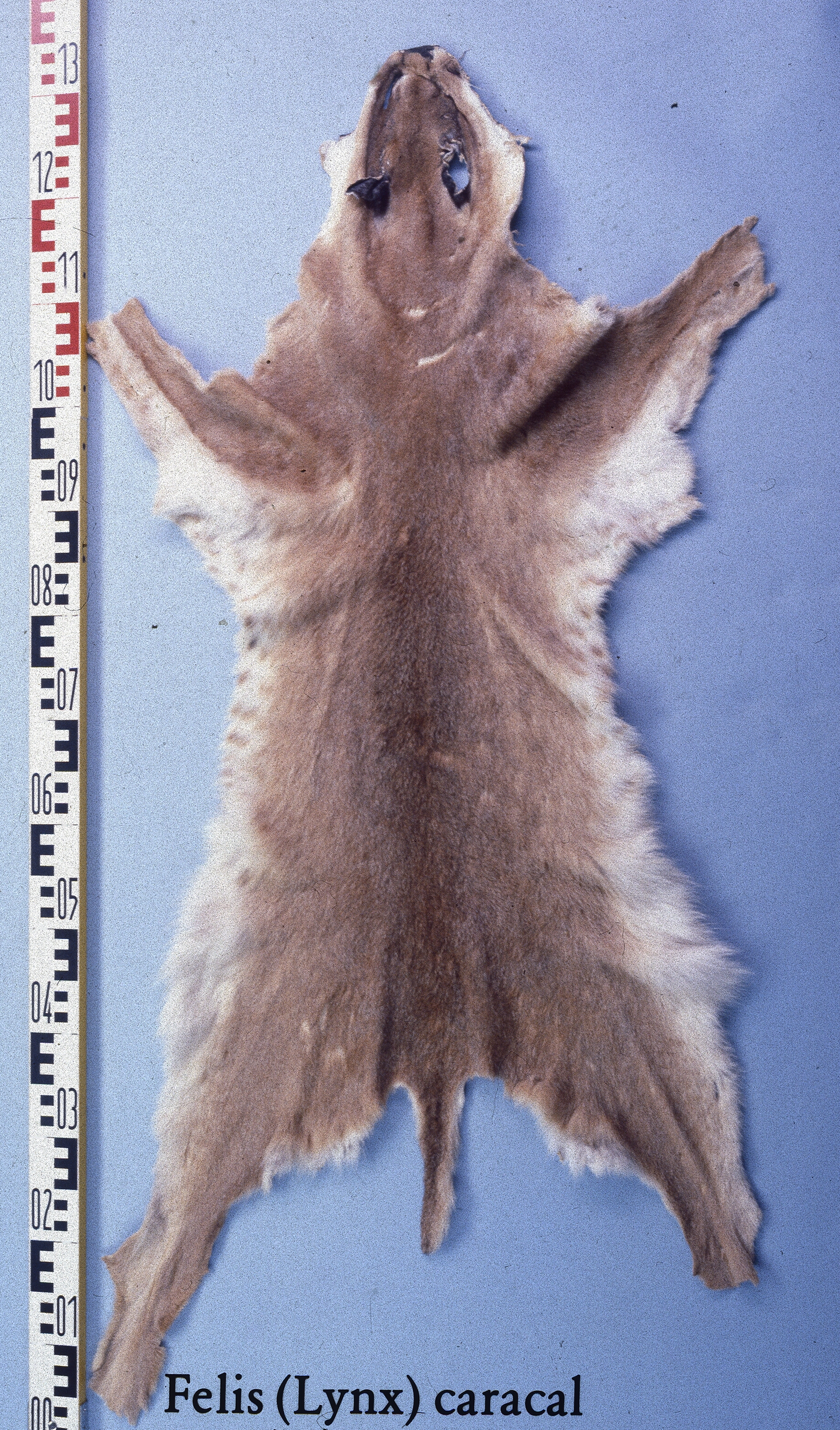
Karakalfell

Der türkische Name Caracal, deutsch Schwarzohr, bezeichnet ein auffälliges Merkmal des auch als Wüstenluchs bezeichneten, wahrscheinlich eher mit der Goldkatze als mit den Luchsen verwandten Tieres. Als Steppenbewohner lebt er in weiten Gebieten Afrikas und großen Teilen Asiens. Das Fell ist etwa 65 bis 80 Zentimeter lang, die Schwanzlänge beträgt 25 Zentimeter, die Extremitäten sind länger als bei Luchsen. Die Rückenfarbe ist zimtrot bis blassgelb, die Unterseite rötlich weiß. Die Oberlippe kennzeichnet ein schwarzer Fleck sowie ein vom Nasenrand bis zum Auge reichender Backenstreifen; die Ohren und die Ohrbüschel sind schwarz; es sind auch ganz schwarze Exemplare bekannt. Das Jugendkleid ist erst gefleckt, später ohne Flecken.
Die mittellange bis lange Behaarung ist fein bis grob, dicht und flach anliegend. Am Bauch ist das Haar länger, aber dünner. Auf ein Grannenhaar kommen 4 bis 5 Wollhaare. Beim Turkmenischen Karakal sind die Rückendeckhaare 32 bis 39 Millimeter, die Bauchhaare 56 bis 110 Millimeter und die Wollhaare entsprechend 28 beziehungsweise 36 Millimeter lang. Die starren Ohrpinsel erreichen eine Länge bis zu 60 Millimeter. Es fehlt der für den Luchs typische Backenbart.
- Herkommen:

Asien
Nord- und Zentralindien: Hellrötlich bis rotbraun, isabellgelb, hellfahlgelb bis braunrot. Unterseite weißlich mit rötlichen Flecken.
Westliches Indien: Haar dicht und weich, isabellfarbig bis fahlrot; Unterseite weiß. Im Sommer mit schmalen schwarzen Flecken, die im Winter nur an den Beinen und Flanken unscharf, auf dem Rücken gar nicht zu erkennen sind. Die Schwanzspitze ist schwarz; die Fußsohlen sind dicht behaart.
Afrika
Ost- und Südafrika: Einfarbig zimtrot. Unterseite rötlichweiß; Ohr- und Ohrmuschel schwarz. Schwarz gestreifter Schwanz.
Nordafrika: Meist dunkler.
Der Karakal ist in seiner Heimat nirgends sehr häufig, die Fellanlieferung ist unbedeutend (Stand 1988). Die Art ist in Anhang B, Exemplare aus der asiatischen Population sind im Anhang A der EU-Artenschutzverordnung (VO (EG) Nr. 338/97) gelistet, so dass in der Europäischen Union Einfuhr und Vermarktung, also auch Kauf- oder Verkaufsangebote von Fellen grundsätzlich verboten sind. In Deutschland ist die Art daher besonders geschützt, wobei Exemplare aus asiatischer Population Höchstschutz genießen (streng geschützt).

## Rohrkatze oder Sumpfluchs
Die auch als Sumpfluchs bezeichnete afrikanische Rohrkatze wird heute wohl auch im Rauchwarenhandel zu den übrigen wildlebenden Kleinkatzen, wie den als Leopardkatzen bezeichneten, Fellarten zugerechnet.
Die kurze Behaarung ist gelblichbraun, teils gräulich, ungefleckt, außer Fleckungen auf den Beinen und zwei oder drei schwarzen Schweifringen. Am Ende der Ohren befinden sich schwarze Büschel, die an einen Luchs erinnern. In Indien und Pakistan kommen auch ganz schwarze Exemplare vor. Rohrkatzen waren zeitweilig als „Samacha“ im Handel.

## Geschichte

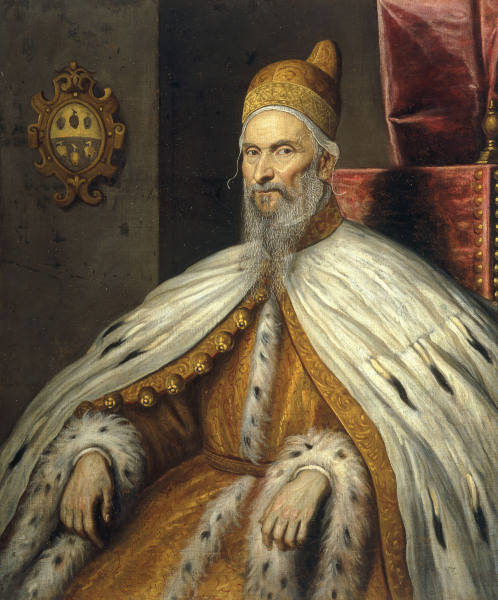
Doge mit Hermelinumhang und Luchswammenverbrämung (zwischen 1612 und 1615)

Luchspelze waren schon immer ein begehrter Handelsartikel, insbesondere auch in den früheren Jahrhunderten, als das Vorkommen noch sehr stark über Europa verbreitet war. Nach einer Einschätzung waren die wertvollsten Pelze des Mittelalters Zobel, Schwarzfuchs und Hermelin, gefolgt von Marder, Biber, an sechster Stelle Luchs, dann die verschiedenen Fuchsarten. Die niederen Stände trugen das Fell des braunen Eichhörnchens, des gewöhnlichen Landfuchses, sowie Hirschfell, Rehfell, Hasenfell und Schaffell. Für Zobel und Schwarzfuchs wurden in Persien 400 bis 2000 Piaster das Fell bezahlt, der Luchs war mit 300 bis 1000 Piaster nicht viel geringer bewertet. Die sehr viel kleineren Marderfelle erzielten 50 bis 150 Piaster, die noch kleineren Hermeline in den guten Qualitäten 60 bis 100 Piaster.
Venezianische Kaufleute trieben über Jahrhunderte einen weltweiten Handel, nicht unwesentlich auch mit Pelzen. Wie auf Gemälden aus jener Zeit zu sehen ist, gehörte zur Tracht der venezianischen Dogen und Prokuratoren neben dem kurzhaarigen Hermelin häufig auch der üppige Luchspelz.
In einer Veröffentlichen anlässlich der Weltausstellung London 1851 hieß es, dass Luchskatzen- und Luchsfelle früher viel genutzt wurden. Sie wurden immer noch zugerichtet und gefärbt und in großer Zahl nach Amerika exportiert. Der ehemals als „lucern“ bezeichnete Pelz wurde naturbelassen von Chinesen, Griechen, Persern und anderen zu Mänteln, Innenfuttern, Verbrämungen und anderem verarbeitet. Um 1860 waren Luchspelze in der Türkei und in China besonders beliebt. In Russland und China wurden sie zu Pelzfuttern, in der Türkei auch zu Damenpelzen verarbeitet. In Ägypten wurden besonders die besten schwedischen Luchse verarbeitet, dort wie auch in den damaligen österreichischen Staaten oft auch dunkelbraun gefärbt. Die Pfoten wurden von den Tataren als Mützenbesatz verwendet. Um 1925 färbte man Luchsfelle schwarz, besonders in Amerika war zu der Zeit die Nachfrage groß.
Karakalfelle sollen einmal als Mittel gegen Rheumatismus und Gicht sehr gesucht gewesen sein. 1925 kamen sie bereits kaum noch in den Handel, lediglich im „Kaplande“ sollen sie damals noch dafür verwendet worden sein.

## Veredlung, Verarbeitung

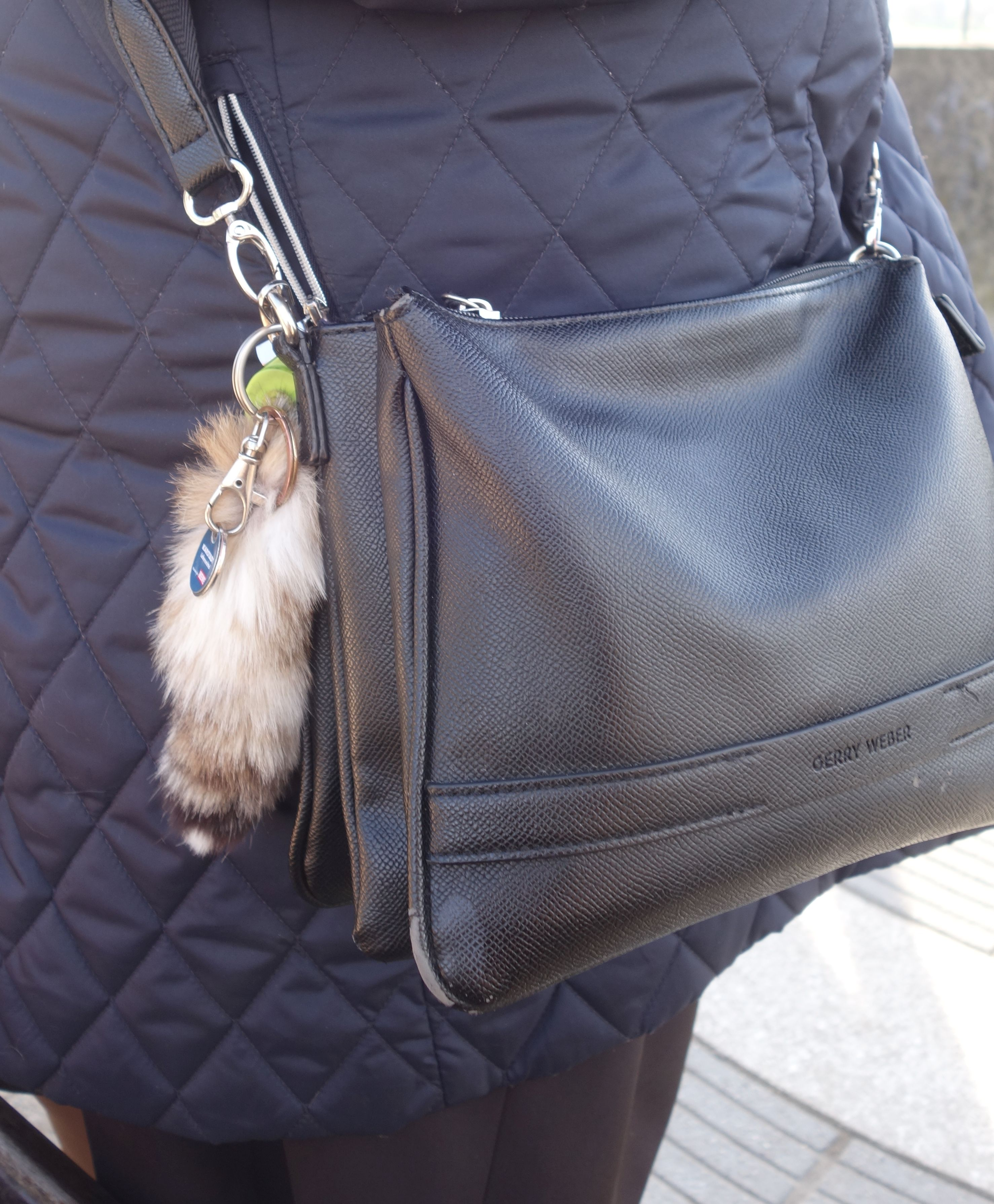
Stummelschwanz als Taschenanhänger
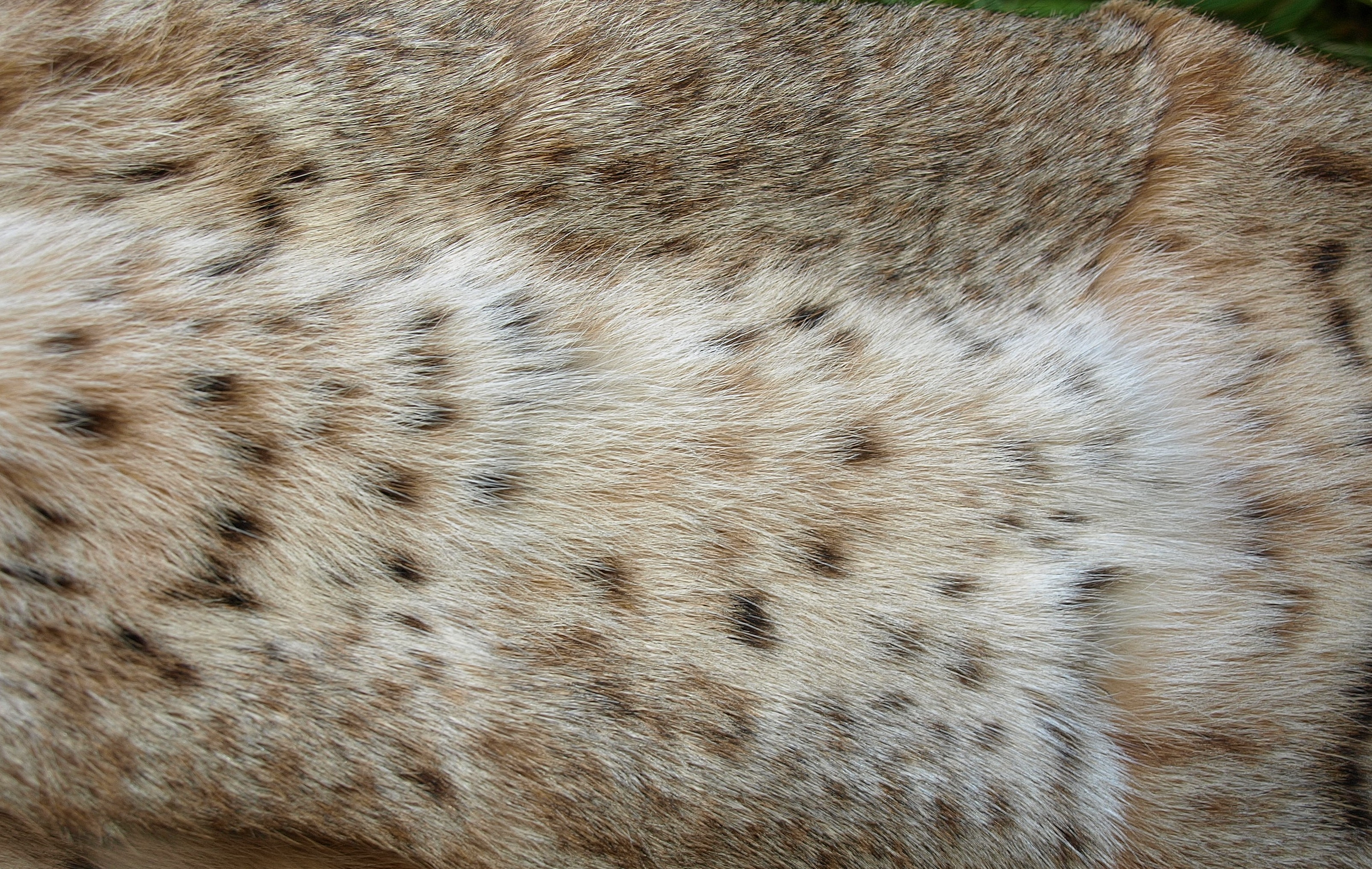
Zusammengenähte Reststücken

Meist wurde das naturfarben bereits sehr attraktive Luchsfell nicht durch Färben verändert. Künstliche Luchsfarben in der ersten Hälfte des 20. Jahrhunderts waren blau, silber, alaska, slate (ein Braunton) und skunk. Asiatische Sorten wurden vorwiegend blau und slate gefärbt. Für die Veredlung allgemein siehe den Hauptartikel → Pelzveredlung.
Die Verwendung erfolgte schon immer hauptsächlich für Besätze und Verbrämungen, bei entsprechendem Anfall zusammenpassender Felle zuletzt auch für Großkonfektion. Luchskatzenfelle werden häufiger als die längerhaarigen Großluchse zu Jacken und Mänteln verarbeitet. 1762 wird in einer Berufsbeschreibung im Kapitel „Kürschner“ zwischen der Luchskatze und dem Luchs unterschieden, ohne jedoch die Herkommen zu erläutern; als Verwendung wird für die Luchskatze Muffen vor die Mannspersonen angegeben.
Je nach Qualität der Fellwamme, dem Preisniveau und dem modischen Aspekt wird der Luchsrücken komplett, teilweise oder nicht mitverarbeitet. Ansonsten entspricht die kürschnerische Verarbeitung im Wesentlichen der Verarbeitung der Fuchsfelle. Allerdings muss darauf geachtet werden, dass beim Auslassen, dem Verlängern der Felle durch V- bzw. A-förmige Schnitte, die Flecken der Wamme nicht zerstört werden. Das sehr zügige Leder ermöglicht es, bei nur teilweiser Mitverwendung des Rückens, Mäntel oder Jacken mit einem hellen Saumabschluss enden zu lassen. Hierzu werden die Hinterpfoten, in denen sich die weiße Wammenfärbung fortsetzt, bei der Verarbeitung entsprechend aufgespannt (fachsprachlich: „in Form gezweckt“).
1984 wurden entsprechend der damaligen Mode für einen Mantel aus kanadischen Luchsfellen 12 bis 14 Felle veranschlagt, für einen Luchskatzenmantel 16 bis 18 Felle. Für Mäntel aus nur weißen Wammen war kein Fellverbrauch angegeben.
Bei fast allen Fellarten werden, wie beim Luchs, auch die beim Arbeiten anfallenden Pelzreste verwertet. Insbesondere die Luchsrücken und die großen Läufe lassen sich in den Werkstätten direkt zu Kleinteilen und Besätzen verarbeiten. Ansonsten werden die Reste gesammelt und von Zwischenhändlern fast ausschließlich nach Griechenland exportiert, wo sie zu Tafeln, so genannten Bodys, vorkonfektioniert werden. Das Zentrum der Resteverwertung ist dort seit alters her Kastoria und, etwas weniger bekannt, auch der nahe gelegene Ort Siatista.

Luchsverarbeitung 1895
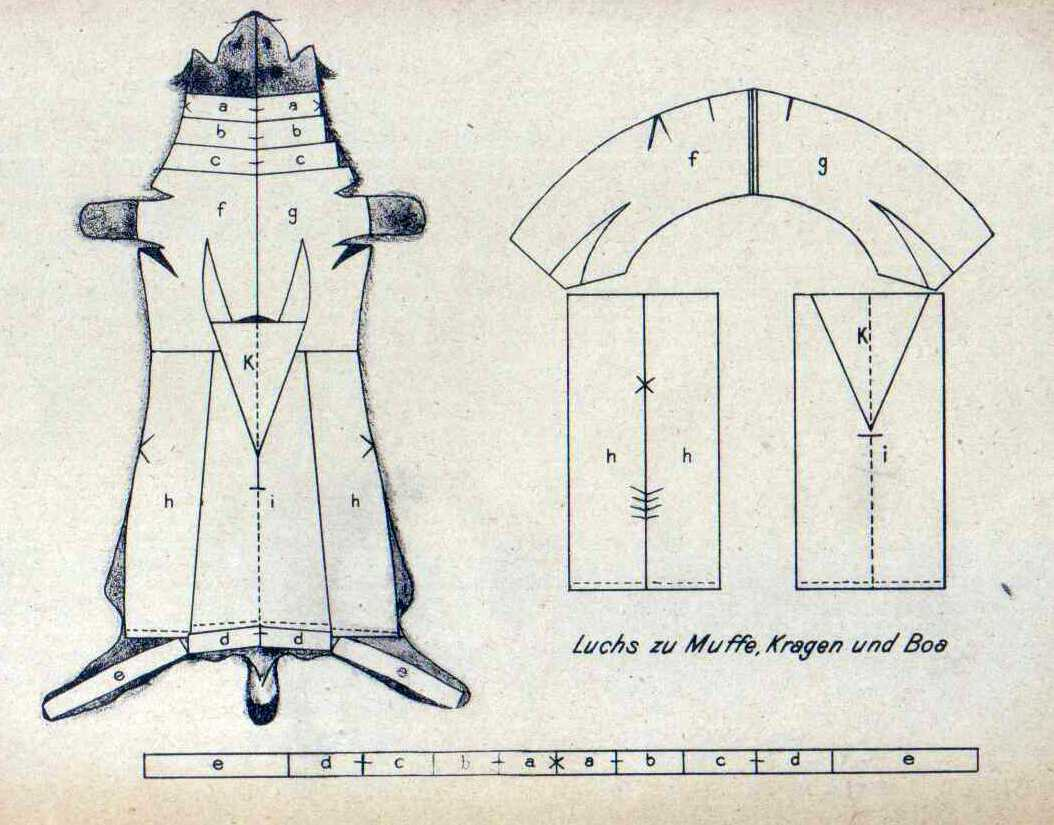
„Luchs zu Muffe, Kragen und Boa“
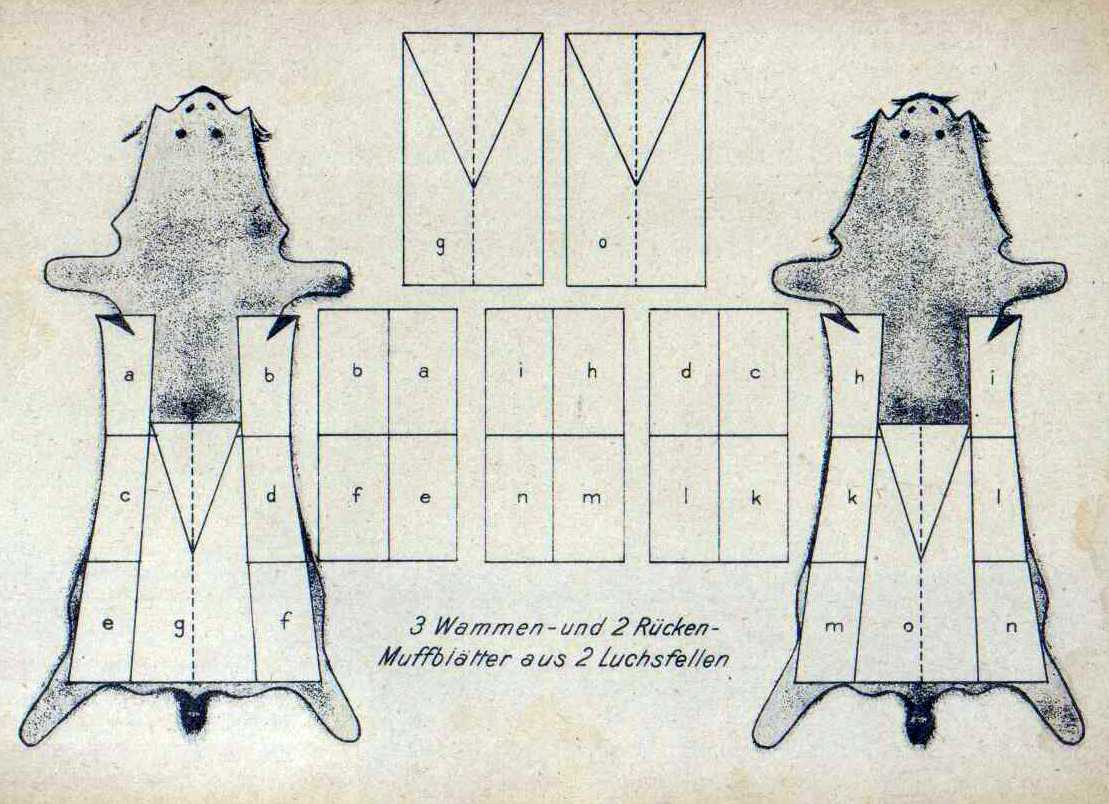
„3 Wammen- und 2 Rücken-Muffblätter aus 2 Fellen“
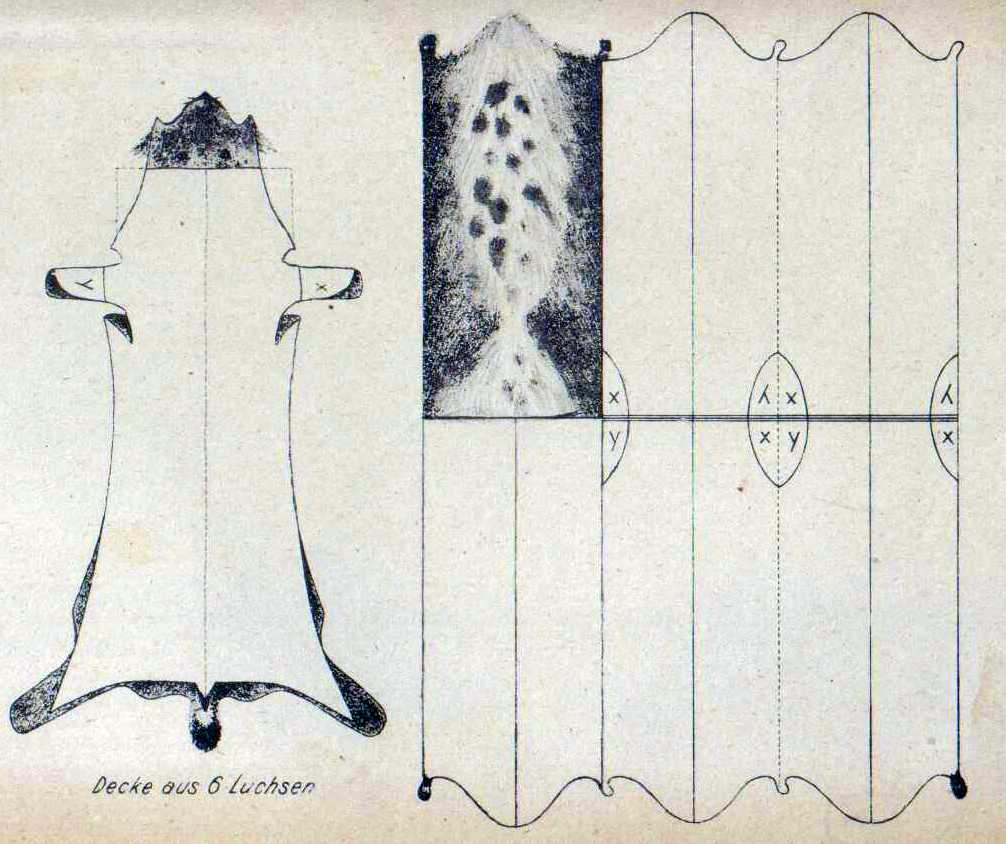
„Decke aus 6 Luchsen“

## Zahlen, Fakten

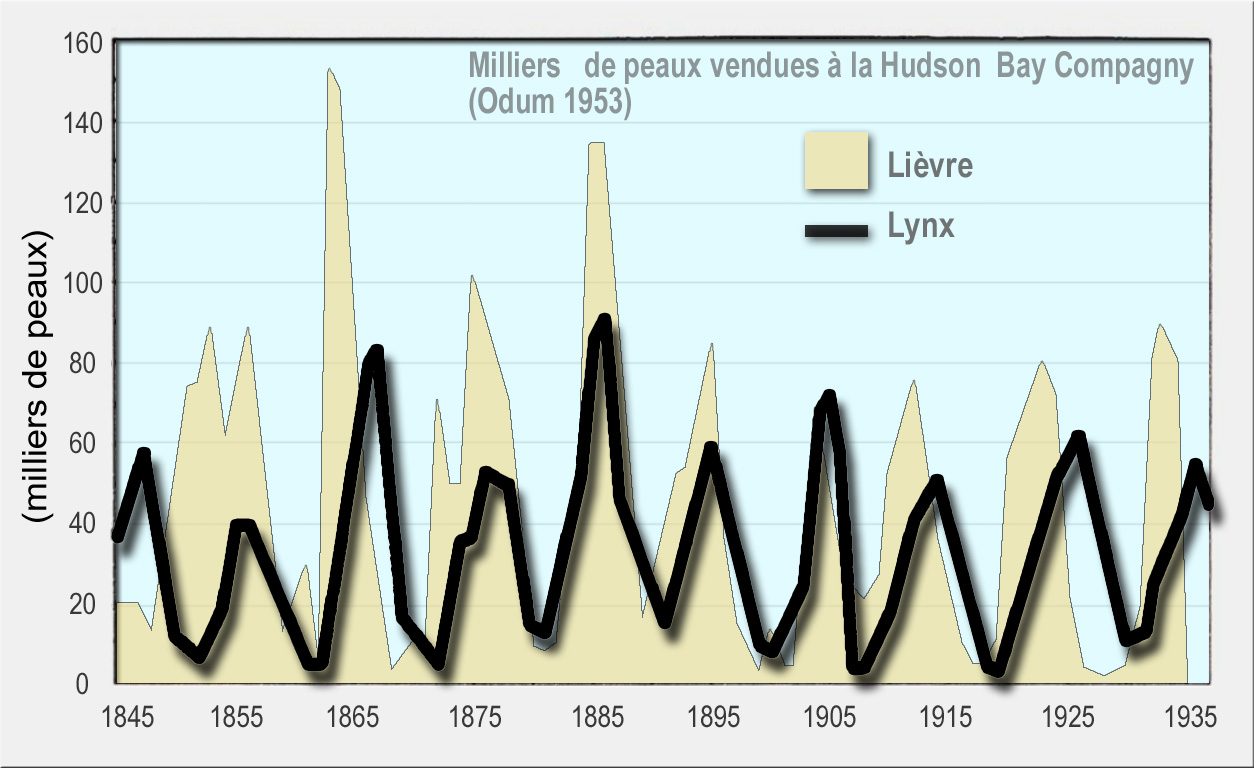
Abhängigkeit des Anfalls von amerikanischen Luchsfellen vom Vorkommen von Hasen (Jagdergebnis Luchs = beige, Hase = schwarz)

- 1801 vermerkte Krünitz Encyklopädie: Luchspelzwerk, darunter versteht man alle Felle, die von den verschiedenen Varietäten des Luchses aus mehreren Ländern von den Kürschnern zum Futtern und Verbrämen der Kleider, so wie zu Müffen gebraucht werden. Das liefländische Luchsfell wird in dieser Hinsicht besonders geschätzt, zumahl das vom Katzenluchs, welches so gar dem persischen vorgezogen wird. Das Fell der Luchse ist nicht so schön, und auch kleiner. Auch der Kalbsluchs hat ein weniger geachtetes Fell, obgleich er etwas größer ist. Die russischen Luchsfelle kommen über Archangel und die amerikanischen über London in den Handel. Aus Norwegen erhält man unter dem Nahmen Goupe oder Losse, hellgraue oder weiße mit schwarzen Flecken gezeichnete Felle, die etwas kleiner sind als die amerikanischen. Von Grönland kommen die mehrsten.[19]
- 1814 schrieb Schedels Warenlexikon, dass in St. Petersburg unterschiedliche Luchssorten in den Handel kommen: Loup-cervier, (die kleinere Sorte), oder größere Luchsfelle, von welchen das Stück auf der Stelle 12 Rubel gilt. Desgleichen geringere Sorte, 6 Rubel. Ein ganzer Pelz von solchen Fellen, die sehr schön getiegert sind, kostet bis auf 200 Rubel. Ein Pelz von lauter Rückenstücken 60 Rubel. Ein Pelz von lauter Vorderpfoten 80 Rubel. Chat-cervies od. kleinere Sorte, gilt als das Stück 6 R. Die Luchsfelle aus Amerika werden weniger geschätzt. Je weisser und länger übrigens die Haare von diesem Pelzwerk sind, desto höher im Preis wird die Waare gehalten. Man macht daraus auch häufig Muffe, Verbrämungen, und dergleichen.[20]

| Anfall | 1864   | 1910   | 1928  |
| Europa | 9.000  | 5.000  | 3.000 |
| Asien  | 15.000 | 10.000 | 5.000 |

- 1864 setzte die Hudson’s Bay Company den Tauschwert eines nordamerikanischen Luchsfells mit einem Biber- oder Silberfuchsfell gleich, das entsprach 12 englischen Shilling. Für beispielsweise 20 Felle erhielt ein Indianer ein Gewehr.[21]

Heinrich Lomer gab die Zahl der jährlich in den Handel gekommenen sibirischen Luchsfelle mit 15.000, der russischen mit 9000 Stück an. Für amerikanische Luchse wurden 4, für die schönsten schwedischen bis 16 Taler bezahlt.
Lomer schrieb ferner: „Kiachta, russische Grenzstadt, gegenüber der chinesischen Stadt Maimatschin, wo der Handel mit China vermittelt wird; dahin führen russische, besonders moscowische Kaufleute mit Karawanen auf weiten Landreisen: Eichhörnchen, Otter, Biber, See-Otter, Pelz -Seehunde, Füchse, Luchse, Fuchs- und Luchspfoten[!], Katzen und eine grosse Anzahl Lammfelle, im Ganzen jährlich für etwa anderthalb Millionen Silber-Rubel, um dagegen Thee einzutauschen“.
- 1910 war der Preis für nordamerikanische Luchsfelle durch die eingetretene starke Nachfrage extrem gestiegen. 1910 wurden für prima Felle 160 Mark bezahlt, viermal so viel wie zuvor.[10]

Zum Färben geeignete, rauche Luchskatzenfelle kosteten zu der Zeit 30 Mark, die flache, für Decken geeignete Ware 3 bis 8 Mark pro Fell. Allerdings waren das Ausnahmepreise, gewöhnlich lag der Preis je nach Qualität zwischen 2 und 10 Mark.
- 1911 erwähnte Brass eine dem Sumpfluchs verwandte Art, die im nördlichen Zentralasien und in den Rohrwäldern des südlichen Sibiriens lebt., die sich durch luchsartige Zeichnung mit verschwommenen Flecken auszeichnet, mit feinen schwarzen zahlreichen Ringen um den Schwanz. Kaum mehr als etwa 1000 Stück jährlich dürften davon in den Handel gekommen sein, der Wert lag etwa 6 bis 8 Mark das Stück.[22]

- 1925 betrug der Preis für prima Luchsfelle etwa 100 bis 200 Mark.[10]

Luchskatzenfelle kosteten um 1925 zwischen 8 und 25 Mark.
Zu der Zeit schätzte Brass die Zahl der aus Europa, Russland und Sibirien auf den Markt kommenden Luchsfelle, bei erheblicher Unsicherheit, auf wahrscheinlich nicht mehr als 20.000 bis 25.000 Stück jährlich, davon 10.000 aus Südeuropa, Kleinasien usw.
Von den Pardelluchsen sollen seinerzeit 500 bis 600 Felle in den Handel gelangt sein, allerdings ausschließlich in Spanien selbst. Dagegen kamen aus Griechenland, den Balkanländern und der Türkei zahlreiche Felle in den Welthandel, wobei die Mehrzahl für Futter verbraucht wurde. Der Orient wurde wegen der inzwischen hohen Preise als bisheriger guter Abnehmer am Leipziger Brühl etwas verdrängt.
Karakalfelle kamen 1925 fast gar nicht mehr in den Handel.
- Vor 1944 betrug der Höchstpreis für Luchsfell, naturfarben oder gefärbt 235 RM.[24]
- 1984 wurden auf der Leningrader Juli-Auktion 301 russische Luchsfelle angeboten, von den 100 „brauchbar“ waren. Der Spitzenpreis für ein rohes Fell betrug 3600 US-Dollar, Käufer war der amerikanische Warenhauskonzern Niemann-Marcus. Rohe kanadische Luchsfelle wurden in Frankfurt am Main für 260 bis 600 US-Dollar gehandelt. Auf amerikanischen Auktionen kosteten flachhaarige Luchskatzen 75 Dollar, gute 200 Dollar das Stück. Heavy-Ware erreichte in der Spitze 285 Dollar. Luchskatzen wurden zu der Zeit als „ziemlich deutscher Artikel“ bezeichnet. Bei einem Frankfurter Konfektionär betrugen die Großhandelspreise für Jacken aus amerikanischen Luchskatzenfellen 5000 bis 8000, Mäntel 8000 bis 15.000 Mark. Bei einem deutschen Top-Kürschner mit ausschließlicher Eigenfertigung in bester City-Lage wurden Mäntel aus kanadischem Luchs zu Einzelhandelspreisen von 33.000 bis 45.000 veräußert. Luchskatzenmäntel aus US- und kanadischem Material wurden hauptsächlich in der Preislage von 28.000 bis 48.000 DM verkauft. Sein teuerstes Stück war ein sibirischer Luchsmantel für rund 80.000 Mark.[18]

## Anmerkung
1. ↑  Die angegebenen vergleichenden Werte (Koeffizienten) sind das Ergebnis vergleichender Prüfung durch Kürschner und Rauchwarenhändler in Bezug auf den Grad der offenbaren Abnutzung. Die Zahlen sind nicht eindeutig, zu den subjektiven Beobachtungen der Haltbarkeit in der Praxis  kommen in jedem Einzelfall Beeinflussungen durch Gerbung und Veredlung sowie zahlreiche weitere Faktoren hinzu. Eine genauere Angabe könnte nur auf wissenschaftlicher Grundlage ermittelt werden.
Die Einteilung erfolgte in Stufen von jeweils 10 Prozent. Die nach praktischer Erfahrung haltbarsten Fellarten wurden auf 100 Prozent gesetzt.